# Riu San Joaquín
El riu San Joaquin és el més llarg del centre de Califòrnia, als Estats Units. El riu neix a les elevacions de Sierra Nevada, i flueix recorrent 589 km de la rica regió agrícola del nord de la Vall de San Joaquin, abans d'arribar a la badia de Suisun, a la badia de San Francisco, i finalment a l'oceà Pacífic. Es tracta d'un recurs d'aigua de regadiu important així com d'un corredor de vida salvatge. El riu San Joaquin es troba entre els rius de Califòrnia amb més preses i canalitzacions.
La humanitat ha habitat la Vall de San Joaquin des de fa més de 8.000 anys, sent durant molt de temps un dels principals centres de població de la Califòrnia precolombina. A partir de finals del segle xix, les successives onades d'exploradors i posteriorment de colons, principalment espanyols i americans, van emigrar a la conca del riu San Joaquin, en primer lloc explotant i posteriorment expulsant a les tribus indígenes. Els nouvinguts es van apropiar ràpidament dels rics recursos naturals i hidrològics de la conca per al seu ús en granges i ciutats, però es van veure assetjats per les inundacions i les sequeres. A causa de la topografia uniforme de la Vall de San Joaquin, les inundacions havien transformat gran part del tram baix del riu en un mar interior enorme.
Al segle xx, es van construir molts dics i preses al riu San Joaquin i tots els seus principals afluents. Aquestes obres d'enginyeria van canviar la naturalesa fluctuant del riu per sempre, i van separar la conca del llac Tulare de la resta de la conca del riu San Joaquin. Un cop habitada per centenars de milers de salmons i milions d'aus migratòries, en l'actualitat el riu està subjecte a l'enorme subministrament d'aigua, la navegació i la treballs de regulació de diverses agències federals, que han reduït dràsticament el cabal del riu des de principis del segle xx.

## Nom
El riu va ser tenir molts noms diferents; en diferents moments algunes parts del riu també va ser conegudes amb diferents noms. El nom actual del riu data d'entre 1805 i 1808, quan l'explorador espanyol Gabriel Moraga explorava l'est de la Misión de San José per tal de trobar possibles llocs per a una missió. Moraga li va donar el nom de Sant Joaquim, espòs de Santa Anna i el pare de Maria, mare de Jesús, a un afluent del riu (no se sap quin). El nom que Moraga va triar es va aplicar posteriorment a tot el riu, sent d'ús comú cap a 1810.
El 1827, Jedediah Smith va escriure en el seu diari que un grup desconegut de natius americans anomenaven al riu el Peticutry, un nom llistat com a variant oficial en el Sistema d'Informació de Noms Geogràfics del Servei Geològic dels Estats Units.
En la llengua Mono, el riu s'anomena typici h huu', que vol dir "riu gran o important".
Un nom anterior del tram baix del riu San Joaquin va ser el de Rio de San Francisco, que era el nom que el Pare Joan Crespí, membre de l'expedició de Pere Fages del 1772, li va donar al riu que es veia al entrar al delta dels rius Sacramento i San Joaquin des del sud. Un altre nom inicial va ser el de Rio de San Juan Bautista, encara que l'origen es desconeix.

## Curs

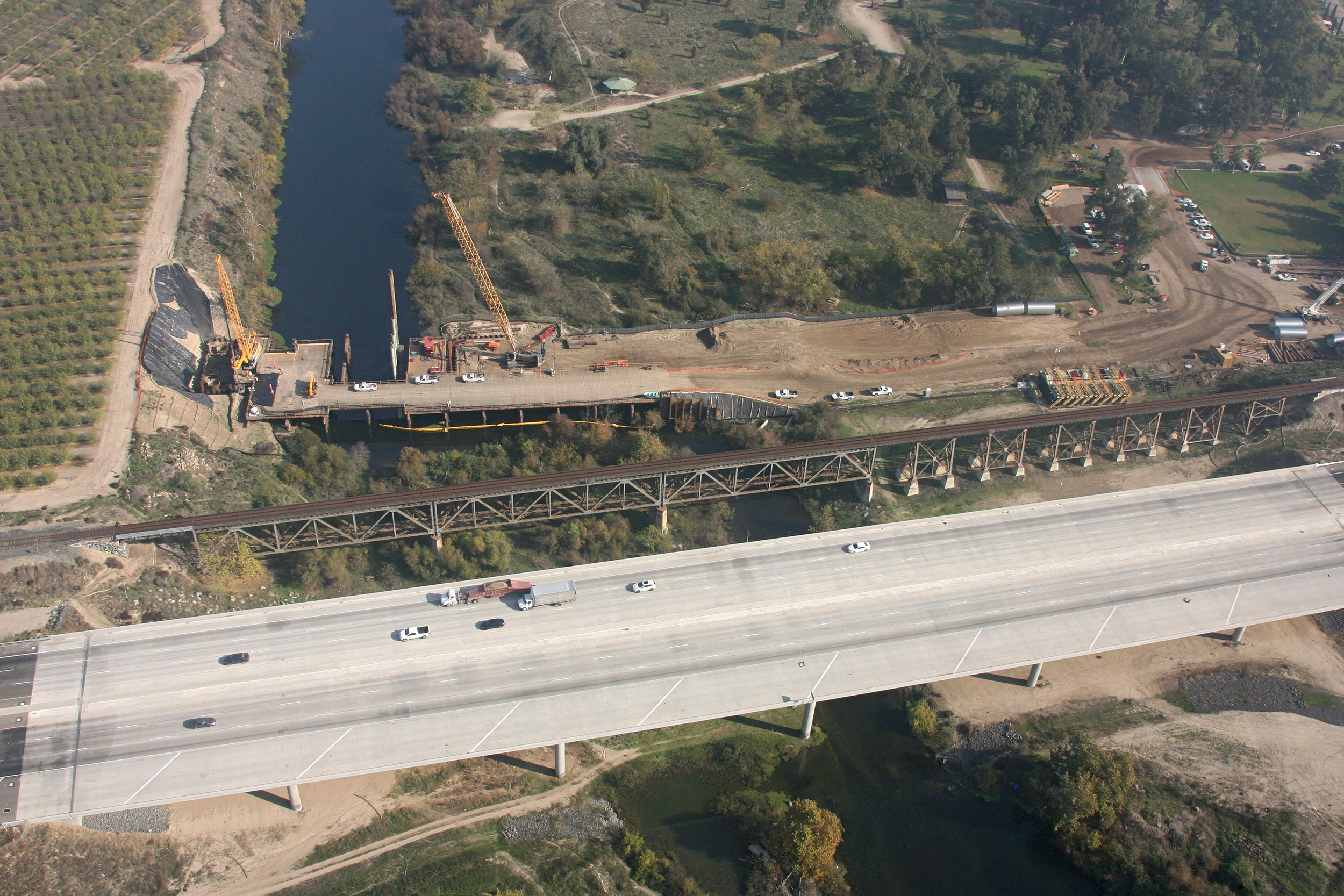
Pas de la California State Route 99 i el ferrocarril de la Union Pacific per sobre del riu, al llarg de la frontera nord de Fresno. També es poden veure es primeres etapes de la construcció del Tren d'Alta Velocitat de Califòrnia i del Viaducte del riu San Joaquin.

L'origen del riu es troba a l'Àrea Silvestre Ansel Adams, al centre-sud de Sierra Nevada, a la confluència de dos afluents principals: la Forquilla Central, que neix al llac Thousand Island (en català, "llac de les mil illes") a gairebé 3.000 metres sobre el nivell del mar, i la més petita Forquilla Nord, que neix 29 quilòmetres al sud-est del Mont Lyell. La Forquilla central es considera generalment el corrent principal. La Forquilla Sud, que neix al llac Martha al Parc Nacional del Canyó dels Reis i passa a través del llac Florence, s'hi uneix poc després. Des de les capçaleres de les muntanyes, el riu San Joaquin es dirigeix generalment al sud cap als peus de les muntanyes de Sierra Nevada, travessant quatres preses hidroelèctriques. Finalment deixa enrere les muntanyes al que va ser la ciutat de Millerton, que actualment es troba sota les aigües del llac Millerton des de la construcció de la presa de Friant.
Passada la presa de Friant, el riu San Joaquin es dirigeix cap a l'oest-sud-oest entrant a la Vall de San Joaquin, la part sud de la Vall Central de Califòrnia, passant pel nord de Fresno. Amb gran part de la seva aigua desviada a canalitzacions, el riu sovint està sec en un tram d'uns 240 quilòmetres. Aquesta manca d'aigua al riu comença al quilòmetre 99 entre la presa de Friant i Mendota, on només es alimentat pel Canal Delta-Mendota i el Fresno Slough, quan el riu Kings pateix inundacions. Des de Mendota, el riu San Joaquin vira cap al nord-oest, passant a través de molts canal, alguns d'ells natural i alguns altres fet per l'home. Al nord-est de Dos Palos, se li uneixen els rius Fresno i Chowchilla quan es troben a l'estació d'inundacions. Vuitanta quilòmetres riu avall, se li uneix el riu Merced.
La major part del riu passa a través d'àrees agrícoles tranquil·les, i a conseqüència del seu curs sinuós aconsegueix evitar la majoria de les ciutats i àrees urbanes de la Vall de San Joaquin. A uns 18 quilòmetres a l'oest de Modesto, el riu San Joaquin s'uneix amb el seu afluent més llarg, el riu Tuolumne. Prop de Vernalis, s'uneix amb un altre dels seus afluents principals, el riu Stanislaus. Tot seguit, el riu passa entre Manteca i Tracy, on un parell de defluents, el riu Old i el riu Middle, se separen del corrent principal just per sobre del delta dels rius Sacramento i San Joaquin, un enorme delta fluvial invertit format pels sediments dels rius Sacramento i San Joaquin.
A uns 64 quilòmetres de la desembocadura, el riu passa pel costat oest d'Stockton, una de les ciutats més grans de la seva conca. Des d'allà fins a la desembocadura, el riu es dragat com a part d'un projecte de navegació, el Canal de Navegació d'Aigües Profundes d'Stockton. Més enllà del cap de la marea, enmig de les moltes illes del delta, se li uneixen dos afluents més: els rius Calaveras i Mokelumne. El riu creix fins a gairebé 1.500 metres d'amplada abans d'unir-se al riu Sacramento, a Antioch, formant l'inici de la badia de Suisun. Les aigües combinades dels dos rius flueixen a continuació cap a l'oest a través de l'estret de Carquinez i la badia de San Francisco, desembocant finalment en el Pacífic.

### Descàrrega
La descàrrega anual natural del riu San Joaquin abans del desenvolupament agrícola es creu que devia ser d'entre 9.124 i 11.960 metres cúbics, el qual representa aproximadament un flux d'entre 240 i 310 m³/s. Algunes estimacions anteriors parlen d'una descàrrega de fins a 17.262 metres cúbics i un flux de 550 m³/s. Els nombrosos afluents del riu San Joaquin, el riu Fresno, el riu Chowchilla, el riu Merced, el riu Tuolumne, el Mariposa Creek, el riu Calaveras, el riu Mokelumne i molts altres, fluïen lliurement a través de planes d'inundació al·luvials per unir-se al riu. Tots els afluents principals del riu s'originen a Sierra Nevada. La majoria de d'afluents que neixen a la Serralada Litoral són intermitents, i contribueixen escassament al flux del riu San Joaquin. Durant l'hivern, la primavera i principis de l'estiu, les tempestes i la neu fossa alimenten el riu. El 1914, abans de la construcció de les preses més grans i el canals de rec, el Departament d'Enginyeria de Califòrnia va estimar el màxim de flux del riu en 9.200 m³/s. A finals d'estiu i la tardor, queda poca aigua per reomplir el corrent. Històricament, les filtracions d'aigües subterrànies del llac Tulare van mantenir una flux base important durant els mesos secs. Algunes fonts suggereixen que de més del 50%.
La descàrrega mitjana més alta entre 1941 i 2015 va tenir lloc el 1983 amb una descàrrega de 124,2 m³/s, i una mitjana durant aquell període de 24,9 m³/s. La temperatura de l'aigua varia entre els 7º de febrer de 2006 i els 22,8º del 4 d'octubre de 2014. Aquesta variació es menys extrema que la que té lloc per sota de Vernalis, on la variació va dels 2º del 26 de desembre de 1987 als 35,5º del 9 d'agost de 1990. El riu generalment acaba per sobre de Mendota Pool. Els fluxos més llargs de la tardor poden fer possible que el riu s'estengui més enllà cap a l'oceà, però durant els últims anys aquest ha estat un fenomen estrany. L'aigua es retinguda en bona part abans de la presa de Friant.
El flux mensual típic del riu San Joaquin prop de la presa de Sack és de 0 m³/s. Hi hagut preocupació per l'infiltració per sota d'aquesta part del riu, de manera que el flux actual està restringit per sota de la presa de Sack.
L'actual cabal anual del riu San Joaquin prop de Vernalis és d'aproximadament 5.548 milions de m³ anuals. Segons l'hidròmetre que té el Servei Geològic a Vernalis, 126 quilòmetres abans de la badia de Suisun i 42 quilòmetres per sota de la confluència amb el riu Stanislaus, la descàrrega mitjana del riu San Joaquin entre 1924 i 2011 va ser de 128,1 m³/s, o 4.068 milions de m³ anuals. El registre anual més elevat va ser de 603 m³/s, amb 18.988 m³ anuals, el 1983, mentre que el més baix va ser de 16.3 m3/s, amb 512,9 m³ anuals, el 1977. El pic màxim de flux va ser de 2.200 m³/s i va tenir lloc el 9 de desembre de 1950, mentre que el pic més baix va ser de 0,85 m³/s i va ser registrat del 10 d'agost de 1961.
Descàrregues mensuals del riu San Joaquin a Vernalis

| Descàrrega en m³/s |        |       |       |      |      |        |       |          |         |          |          |
| Gener              | Febrer | Març  | Abril | Maig | Juny | Juliol | Agost | Setembre | Octubre | Novembre | Desembre |
| 142                | 194    | 204.5 | 201   | 214  | 178  | 73     | 41    | 50       | 64.5    | 64       | 97       |

## Geologia

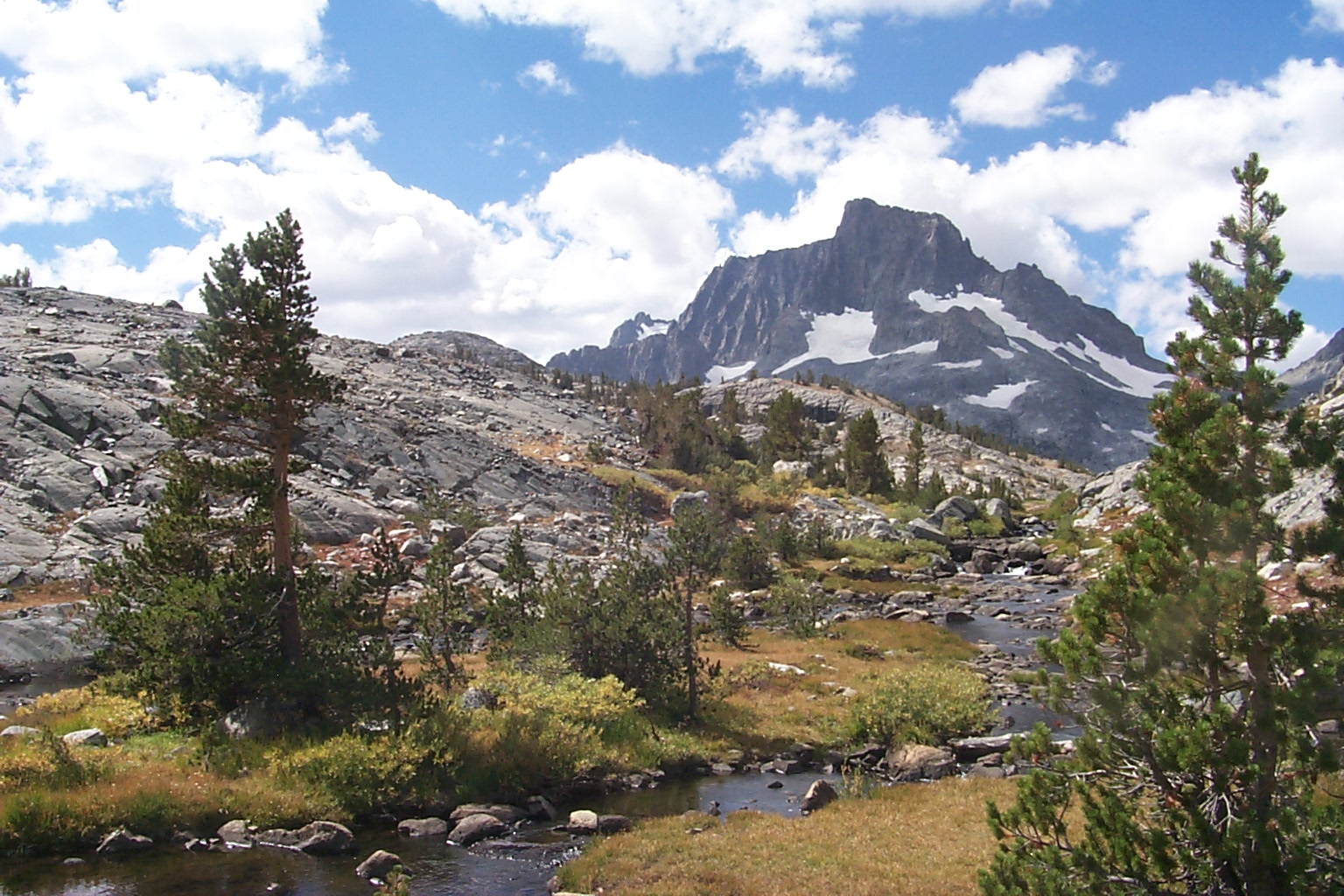
Capçaleres de la Forquilla Central del riu San Joaquin, just per sota del llac Thousand Island.

En un context geològic, el riu San Joaquin es pot dividir en dos grans segments: ELs primers 156 quilòmetres, que constitueixen el tram superior, i els 431 quilòmetres restants, que constitueixen el tram mig i el tram baix del riu.
Els 156 quilòmetres per sobre de presa de Friant a Sierra Nevada, es caracteritzen per tractar-se d'un corrent de muntanya rocosa de gradient escarpat. Durant milions d'anys, el tram superior del riu San Joaquin, així com el de la majoria dels seus afluents, ha erosionat enormes quantitats de roca i sediments de les muntanyes. La major part de Sierra Neva està sustentada per roca metamòrfica i roca ígnia granítica que data del Mesozoic (250-66 Ma). A més, molts dels afluents del riu San Joaquin flueixen a través d'una regió de turons de roca volcànica transformada més coneguda com el Cinturó de la Veta Mare d'Or.
Els 431 quilòmetres de tram mig i baix del riu, en clar contrast, es tracten d'un corrent sinuós que flueix sobre uns dipòsits al·luvials del Cenozoic (66 Ma-present), els quals formen el terra pla de la Vall Central. L'enorme volum de sediments subjacents al tram baix del riu San Joaquin varien de 9,7 a 15,3 km de profunditat, amb la distància fins a la roca mare generalment creixent en direcció nord. Abans de l'elevació de la Serralada Litoral de Califòrnia, l'activitat de les marees va dipositar 6.100 metres de sediments als peu de Sierra Nevada, i l'ancestral riu San Joaquin i els seus afluents fluïen cap a l'oest sobre aquesta plana al·luvial en direcció al mar, abocant els seus propis sediments als dipòsits marins. Les forces de compressió al llarg de la frontera entre plaques d'Amèrica del Nord i del Pacífic fa entre 2 i 4 milions d'anys, van donar lloc a l'elevació de la Serralada Litoral, creant una conca tancada que avui en dia es coneix com la Vall Central i donat lloc al curs actual del riu San Joaquin cap al mar.
A causa de la seva naturalesa altament permeable, la Vall de San Joaquín està sustentada per un dels majors aqüífers de l'oest dels Estats Units. L'aqüífer subjacent a la conca del riu San Joaquin i del llac Tulare, s'estima que conté prop de 845.000 milions de metres cúbics d'aigua, dels quals aproximadament la meitat es pot bombar econòmicament o és prou neta per a ús humà. L'aqüífer rep un flux d'entrada anual de 1972 m3, principalment provinent de les precipitacions i la filtració d'aigües de regadiu. La concentració de clorurs i altres minerals generalment s'incrementa d'est a oest al llarg de la conca.

## Història

### Pobles indígenes
Les troballes arqueològiques prop de l'extrem sud de la Vall de San Joaquin han suggerit que l'home va arribar per primera vegada a la regió ja fa possiblement uns 12.000 anys, i no més tard de fa 5.000 anys.
Els dos principals grups ètnics eren el poble Miwok, que habitava l'extrem nord de la Vall de San Joaquin i la regió del delta dels rius Sacramento i San Joaquin, i les tribus Yokut, disperses per la part més àrida del sud de la conca. Durant aquells temps previs a l'arribada dels europeus, el riu San Joaquin fluïa a través de riques praderies i pantans en expansió, inundant la vall cada pocs anys i transformant gran part en llacs. A l'extrem sud de la vall es troba el gran llac Tulare, anteriorment el llac d'aigua dolça més gran de l'oest dels Estats Units, que connecta amb el riu San Joaquin a través d'una sèrie de pantans i aiguamolls. La rica flora i fauna que envolten aquestes masses d'aigua van fer de la Vall de San Joaquin un lloc privilegiat, així com un lloc de trànsit obligat per altres pobles nòmades. Els nadius, majoritàriament caçadors-recol·lectors, vivien d'aquesta terra d'abundància. S'estima que durant el segle xviii, la població de la Vall de San Joaquin era de més de 69.000 habitants, el que representa una de les majors concentracions de persones natives arreu d'Amèrica del Nord.

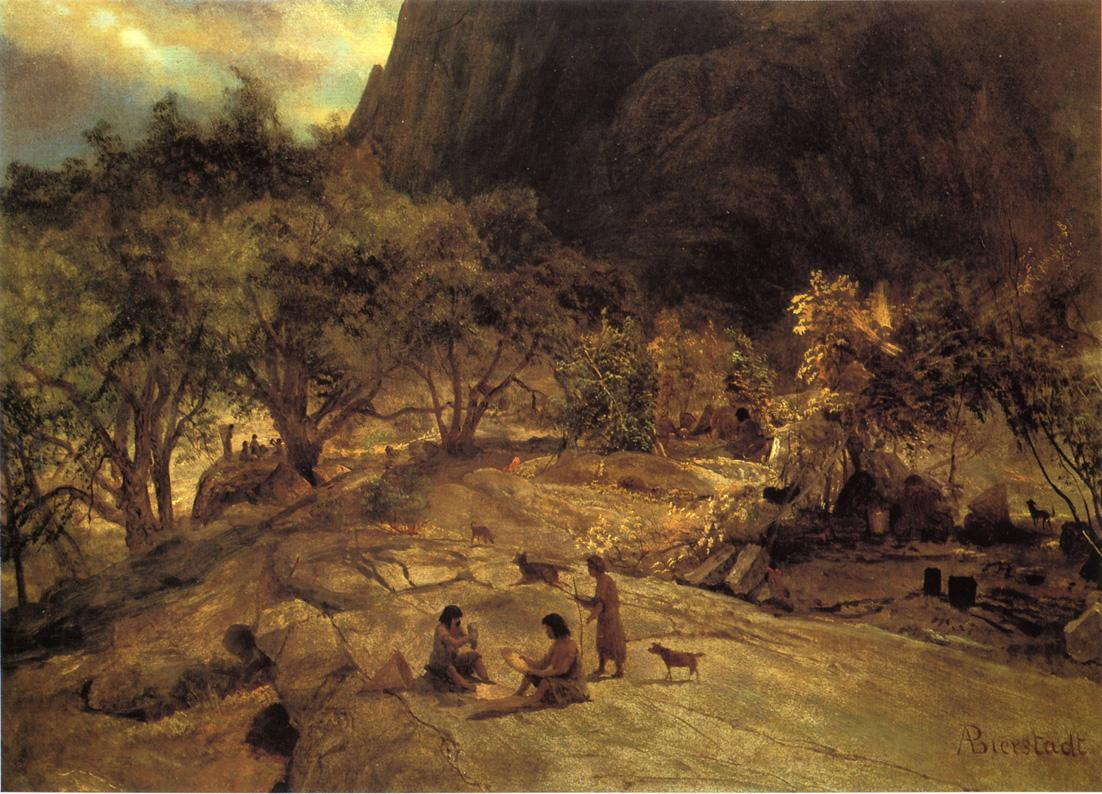
Mariposa Indian Encampment de Albert Bierstadt, vers 1872

Els Yokuts, que conformaven la major part dels indígenes a la conca del riu San Joaquin, es creu que van viure al llarg dels corrents abandonant els contraforts de Sierra Nevada, en una regió que abasta des del riu Chowchilla en direcció sud fins al riu Kern, incloent parts del tram superior del riu San Joaquin. Els territoris a l'est dels turons van ser ocupats pels Chumash i els Paiute, mentre que els pantans de l'oest van ser habitats per diversos pobles nòmades, i probablement tenien un menor nombre de residents permanents, tot i que era un dels llocs de pesca i de caça favorits dels natius. Per contra, els Miwok ocupaven la terra més profunda dins de Sierra Nevada que s'estén cap al nord des del riu Merced fins als rius Mokelumne o American, un afluent del riu Sacramento, i cap a l'oest a la regió del Delta. La major part del poble Miwok de la conca era part del grup anomenat Miwok de la sierra.
La majoria de les persones que vivien al llarg del riu San Joaquin i els seus afluents vivia en petites bandes o tribus, que no tenien noms distintius. Els poblats eren petits i en general de la mida dels camps, sumant poques vegades més d'uns pocs centenars d'habitants. Els Miwoks, per exemple, poques vegades s'allunyaven dels seus llocs d'origen més enllà d'uns pocs quilòmetres i, per tant, els habitants d'un poble probablement no coneixien tot el territori que els envoltava més enllà dels pobles veïns. L'aliment bàsic dels habitants de la Vall de San Joaquin era la gla, que es pot transformar en diversos aliments com ara pastissos. Moldre els glans era un procés senzill en què aixafaven les llavors usant roques en depressions naturals de granit. Encara es poden trobar en els contraforts, especialment al voltant del riu Kaweah, molts exemples de supervivència a base de glans a les zones de alzines.

### Influència espanyola i mexicana
La primera persona no indígena registrada que va veure el riu San Joaquin va ser Pere Fages el 1772. Fages, acompanyat pel Pare Joan Crespí, va arribar el 30 de març al Mont Diablo, prop de la badia de Suisun, i allà van contemplar des de dalt la fusió dels cursos dels rius Sacramento, San Joaquin i Mokelumne. Un altre relat no esmenta el nom de Fages, però sí diu que Crespí va ser el que va arribar a la badia de Suisun el 1772. Durant aquesta visita, Crespí va anomenar "El Rio de San Francisco" al riu San Joaquin, un nom que no va ser molt utilitzat a causa de la llunyania del riu, però que es va conservar fins a principis del segle xix.

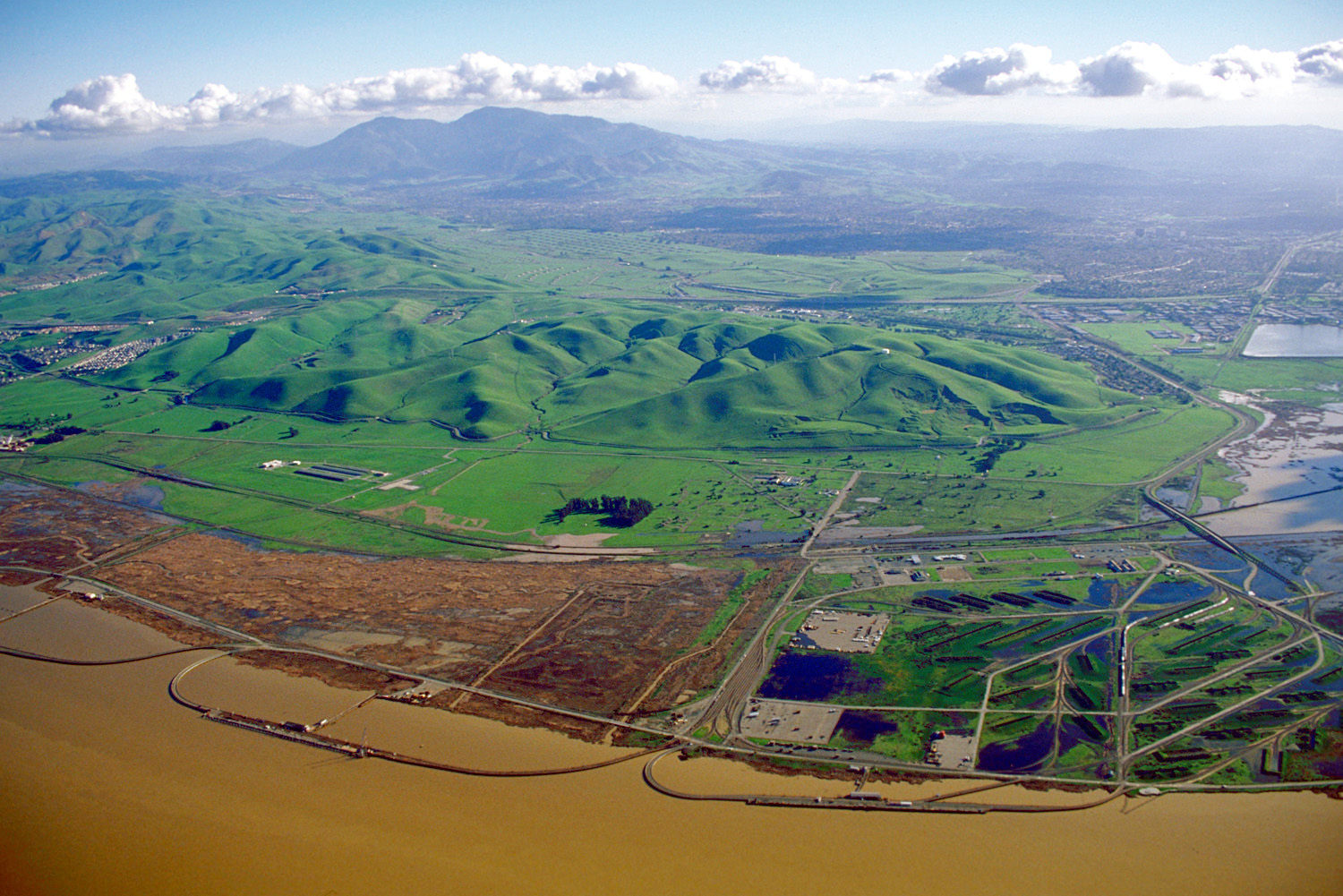
Mont Diablo (al fons), on Juan Crespí va contemplar per primer cop el delta dels rius Sacramento i San Joaquin el 1772, amb la badia de Suisun en primer pla

A la tardor de 1772, Pere Fages va partir de la Missió San Luis Obispo de Tolosa a la recerca de desertors de l'exèrcit espanyol, i va viatjar cap a l'est i després al nord per sobre de les muntanyes Tehachapi a través del Puerto del Tejón, a través del qual avui la Interestatal 5 arriba a la Vall de San Joaquin. Després de creuar les muntanyes, va arribar a la riba del llac Buena Vista a l'extrem sud de la Vall de San Joaquin, i li va donar el nom de Buena Vista al pas i a un poble proper de natius americans. No obstant això, Fages no es va aventurar més al nord i, per tant, no va seguir explorant el curs principal del riu San Joaquin.
La regió del riu San Joaquin es va mantenir en gran part desconeguda excepte pel fet de la seva existència fins al 1806, quan l'explorador espanyol Gabriel Moraga va portar la primera de diverses expedicions a la Vall Central, per tal de trobar possibles llocs on establir missions religioses. Moraga va partir de la Missió de San Juan Bautista, a l'actual Comtat de San Benito, el 21 de setembre d'aquell any i va viatjar cap a l'est fins a la Vall de San Joaquin. El grup va vorejar els contraforts occidentals de Sierra Nevada i va posar nom a molts llocs que encara es fan servir avui en dia. El 1807 i 1808, Moraga va viatjar de nou per la Vall de San Joaquin. Va ser durant una d'aquestes expedicions que li va donar al riu el seu nom actual, en honor de Sant Joaquim. També va donar noms a molts afluents del riu, com el riu Merced.
Tot i que les relacions entre els espanyols i els nadius americans a les primeres expedicions van ser inicialment amistoses, els indígenes aviat es van acostumar van començar a aprofitar-se dels espanyols que van arribar més tard a la regió del riu San Joaquin. Ja des de l'expedició de Moraga del 1807, es va informar que alguns nadius eren hostils i els tractaven de robar els cavalls. De fet, quan els nadius van començar a robar bestiar i cavalls per alimentar-se, els espanyols van prendre represàlies cremant camps i pobles, i portant per la força nens nadius per a treballar a diferents missions. Aquest conflicte va provocar una enorme pèrdua cultural, i l'augment continu de la violència entre les dues parts, sense aparent final a la vista.
A principis del segle xix, els militars espanyols sovint feien batudes a la Vall de San Joaquin, capturant com a ostatges a centenars de natius Yokuts i Miwoks i obligant-los a anar a les missions properes com la de San Juan Bautista, San José o San Francisco de Asís. La violència militar i les malalties van provocar l'extermini de gran part de la població restant de la vall, inclosa la d'una sèrie de 24 llogarets al llarg del tram baix del riu San Joaquin descrits per Moraga. Els nadius que vivien als turons i a les muntanyes més altes de Sierra Nevada van romandre inalterats en la seva major part, i lluitaven contra els espanyols, alhora que donaven refugi als seus germans de la vall.
No obstant això, la major potència militar dels europeus va donar lloc a que els indígenes fossin empesos més lluny i més lluny de les seves terres d'origen, fet que no va canviar quan Califòrnia es va convertir en part de Mèxic el 1821, malgrat que el nou govern va secularitzar les missions espanyoles, alliberant a molts indígenes esclavitzats. A més, a partir de 1820, es va establir El Camino Viejo, una ruta entre Los Angeles i la badia de San Francisco al llarg del vessant oest de la Vall de San Joaquim, el qual va portar nous assentaments a la vall. Durant el govern de Mèxic, les terres de les missions de la Vall de San Joaquin es van subdividir i entregar a rics terratinents (ranxers), que van causar encara més conflictes entre els mexicans i els nadius americans. El famós líder dels Yokut, Estanislao, va dirigir les revoltes contra els mexicans de finals de la dècada de 1820, fins que finalment va ser derrotat el 1829 al riu Stanislaus, que encara porta el seu nom.

### Inicis de la era Americana
El primer nord-americà que va veure el riu San Joaquin va ser probablement Jedediah Smith, un home de la muntanya de renom, caçador de pells i explorador. El 1826, va arribar a Missió de San Gabriel Arcángel, Califòrnia, quan la regió estava sota el control del govern mexicà. Com es tractava de la violació d'una llei que impedia als estrangers entrar a Califòrnia i podia ser detingut per espionatge, va viatjar cap al nord de la Vall de San Joaquin, a la recerca de les poblacions de castor. Smith va prendre nota de la fertilitat i la bellesa natural de la zona, i de l'aparent tranquil·litat dels natius americans que vivien als llocs pels que passava. La seva expedició va continuar cap a l'est en un intent de creuar Sierra Nevada. Van tractar creuar la serralada a través tant del riu Kings com del riu American (un afluent del riu Sacramento), però es trobaven a principis de primavera i la neu era massa profunda. Finalment, van creuar les muntanyes al llarg del canó del riu Stanislaus, convertint-se en els primers blancs registrats que creuaven Sierra Nevada a peu. Encara es discuteix sobre si el grup de Smith va descobrir or al riu San Joaquin o un dels seus afluents. Encara que alguns dels seus homes ho van confirmar, Smith no va fer cap esment del metall preciós en el seu diari.

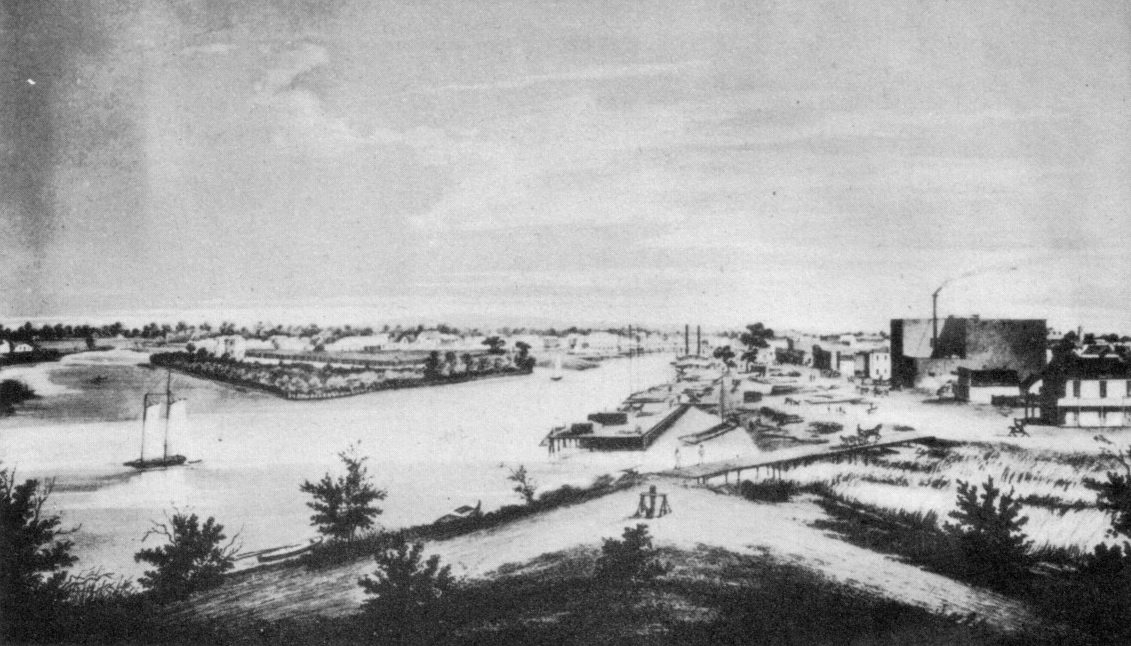
Stockton, a la part baixa del riu San Joaquin, vers 1860, amb el riu a l'esquerra

A principis de la dècada de 1830, uns caçadors de pells que venien del Nord-oest del Pacífic explorant cap al sud, van arribar a la Vall de San Joaquin just a temps de ser rebuts amb un espectacle de terror. Una epidèmia de verola i la malària portada involuntàriament pels europeus s'havia escampat pel corredor del riu San Joaquin durant l'estiu de 1833, causant d'un sol cop la mort d'entre el 50 i el 75 per cent de tota la població nativa a la vall. El brot no va desaparèixer i va continuar any rere any fins que aproximadament entre 50.000 i 60.000 indígenes jeien morts. L'explorador Kit Carson va assenyalar el 1839 que "... el còlera o alguna altra plaga temible va esclatar entre ells i va causar estralls amb tanta fatalitat que no podien ni enterrar ni cremar els seus morts, i l'aire es va omplir amb la pudor dels seus cossos en descomposició".
Durant el temps que Califòrnia va estar sota el control de Mèxic, la regió del riu San Joaquin estava escassament poblada, i s'utilitzava gairebé exclusivament per a la cria de bestiar. No obstant això, quan Califòrnia va guanyar la seva independència de Mèxic el 1846, passant a formar part dels Estats Units el mes següent, una inundació de colons nord-americans va descendir per la vall. Només un any abans, Benjamin Davis Wilson havia "conduït un ramat de bestiar des del seu ranxo Riverside a través de la Vall de San Joaquin fins a Stockton i va dir no haver vist ni un sol home blanc". Però després que els nord-americans es van fer càrrec, els emigrants van començar a arribar en major nombre, establint les ciutats de Kingston City, Millerton i Fresno. Entre els nouvinguts es trobava un grup de mormons dirigits per Samuel Brannan, que va establir un assentament a la confluència dels riu San Joaquin i Stanislaus, anomenat Nova Esperança o Ciutat de San Joaquin.
L'afluència real es va produir el 1848, quan una veta d'or al riu American va desencadenar la febre de l'or de Califòrnia. En un any, la població de la Vall de San Joaquin va augmentar en més de 80.000 habitants. La ciutat d'Stockton, al tram baix del riu San Joaquin, va créixer ràpidament passant de ser un lloc tranquil a un centre comercial pròsper, el lloc de parada dels miners que es dirigien als camps d'or als contraforts de Sierra Nevada. Camins toscos com ara la Carretera Millerton que més tard es va convertir en la Carretera Stockton - Los Angeles es van estendre ràpidament al llarg de la vall, alguns seguint rutes de bestiar i vells senders de natius americans, i van ser utilitzats per caravanes de mules i carretes. Els vaixells de transport fluvial es van convertir ràpidament en un important mitjà de transport pel riu San Joaquin, i durant el "June Rise", que era com anomenaven les tripulacions dels vaixells als alts nivells anuals de flux del riu San Joaquin durant el desglaç, els grans vaixells podien arribar riu amunt fins a Fresno. Durant els anys d'apogeu de la febre de l'or, es va informar que a l'àrea de Stockton al riu hi havia centenars d'embarcacions oceàniques abandonades, ja que la tripulació havia desertat per anar als camps d'or. La multitud de vaixells inactius suposava tal bloqueig que en diverses ocasions van ser cremats només per obrir un camí per al trànsit fluvial.

### Augment del regadiu
Tot i que la febre de l'or va atreure a desenes de milers de nouvinguts a la zona del riu San Joaquin, els dipòsits d'aquest mineral preciós es va esgotar en pocs anys, sobretot en el trams superiors del riu San Joaquin i els seus afluents que només eren adequats per a la mineria al·luvial. Molts d'aquests nouvinguts es assentar a la Vall de San Joaquin, la majoria a ciutats com Stockton, Fresno i Bakersfield, encara que alguns van establir nous assentaments. Entre aquests assentaments nous es trobava la Ciutat de San Joaquin, prop de la confluència del riu San Joaquin amb el riu Stanislaus, que va ser probablement el més gran d'aquests pobles amb bonança posterior a la febre de l'or. Establert el 1851, la ciutat mantingué una mida considerable fins a 1880, quan la competència comercial amb a propera Stockton va provocar el seu declivi. Un altre assentament destacat, encara que molt més petit va ser Las Juntas, prop de l'actual Mendota. Aquest va ser un refugi per a criminals i fugitius, i era freqüentat pels infames bandits Joaquín Murrieta i Tiburcio Vásquez.
Va ser a mitjans de la dècada de 1860 quan el riu San Joaquin i els seus voltants van experimentar al canvi més gran que havien vist en la història humana: la introducció de l'agricultura de reg. Ja el 1863, es van construir petits canals d'irrigació a la zona de Centerville, al sud-est de Fresno, encara que van ser destruïts en posteriors inundacions. La vulnerabilitat de les petites infraestructures locals va donar lloc a la creació dels districtes de regadiu, que es van formar per construir i mantenir canals en determinades zones de la vall. Una de les primeres va ser la Companyia del Canal Robla a la zona del riu Merced, que va entrar en funcionament al març de 1876, encara que aviat va ser superada per la Companyia del Canal d'Agricultors. El districte va construir una presa de derivació al riu Merced, enviant la seva aigua a un parell de canals encara en ús avui en dia.
Un dels primers imperis de regadiu més poderosos va ser la Companyia de Terres i Aigua del Comtat de Kern, establerta el 1873 per l'especulador James Ben Ali Haggin, que va créixer fins a subministrar aigua a més de 160.000 hectàrees a través del seu sistema de canals. No obstant això, Haggin aviat es va trobar amb conflictes amb altres propietaris sobre els drets de l'aigua de ribera, ja que els districtes més grans, incloent el seu, tenien més reserves financeres i experiència en enginyeria, i van ser els primers en construir preses i desviacions a gran escala. Això va donar lloc a la dessecació dels rierols i rius abans d'arribar als usuaris riu avall i va provocar un conflicte sobre la quantitat d'aigua que es podia assignar. En el cas de Haggin, la seva companyia va tenir problemes amb la Corporació Miller & Lux, dirigida per Henry Miller i Charles Lux, que eren propietaris de més de 400.000 hectàrees a tota la Vall de San Joaquin, la conca de Tulare, i altres regions de Califòrnia. La batalla legal que va tenir lloc va canviar per sempre les lleis i els drets de l'aigua a la Vall de San Joaquin, i va acabar prioritzant la indústria agrícola a gran escala per davant dels petits grangers.

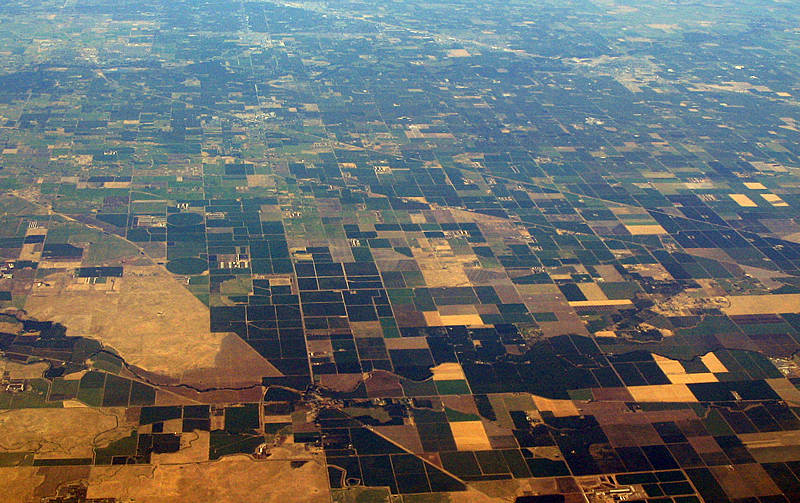
Un exemple de terres de cultiu molt irrigades al nord de la Vall de San Joaquin, prop de Tracy i Manteca

Miller i Lux no eren nous a la Vall de San Joaquin com ho havia estat Haggin, i van ser el fil conductor de la indústria agrícola a la vall fins ben entrat el segle xx. La seva empresa havia començat a adquirint terres a la vall el 1858, i amb el temps va tenir influència sobre una enorme franja que anava des del riu Kern al sud fins al riu Chowchilla al nord. Molta de la terra que Miller & Lux va adquirir eren pantans i aiguamolls, que es consideraven pràcticament sense valor. No obstant això, amb el seu enorme capital, es van poder permetre drenar milers d'acres, iniciant un enorme canvi ambiental, que finalment va resultar en la pèrdua de més del 95 per cent de les zones humides adjacents a les conques del riu San Joaquin i el llac Tulare.
Henry Miller va exercir un enorme poder polític a l'estat, i la majoria dels habitants de la Vall de San Joaquin o n'eren àvids partidaris o el menyspreaven. Quan Miller va morir el 1916, la seva companyia posseïa 360.000 hectàrees de terres a la Vall de San Joaquin, juntament amb centenars de quilòmetres de canals de regadiu. Segons va dir Tom Mott, fill del superintendent de regadiu de la Corporació Miller & Lux, "Miller es va adonar que no podies fer res amb la terra llevat que tinguessis l'aigua amb ella. Potser més que qualsevol altra persona, Miller va tenir un impacte més durador en el riu San Joaquin que qualsevol altra persona".
Fins i tot ja a principis del segle xx, s'havia desviat tanta aigua del riu San Joaquin i dels seus afluents, que el riu ja no era navegable. Com a resultat, la navegació comercial va començar a declinar a partir de finals del segle xix i va desaparèixer del tot cap a 1911. Amb més de 140.000 hectàrees de regadiu al llarg del riu cap al 1900 – una xifra que no ha deixat de créixer enormement des d'aleshores– el riu i els seus afluents és van fer molt més estrets, amb menys llim i menys profunds, amb grans conseqüències per al medi ambient natural, per a la sostenibilitat del subministrament d'aigua a la seva vall, i també amb enormes canvis en la política de l'aigua a l'estat. S'ha dit que les baralles pel riu han provocat "algunes de les demandes més amargues i més llargues mai vistes fins a l punt d'obstruir els tribunals. Es podria dir que és el riu més litigat dels Estats Units".

## Preses, desviaments i  enginyeria

### Desenvolupament hidroelèctric de principis del segle XX

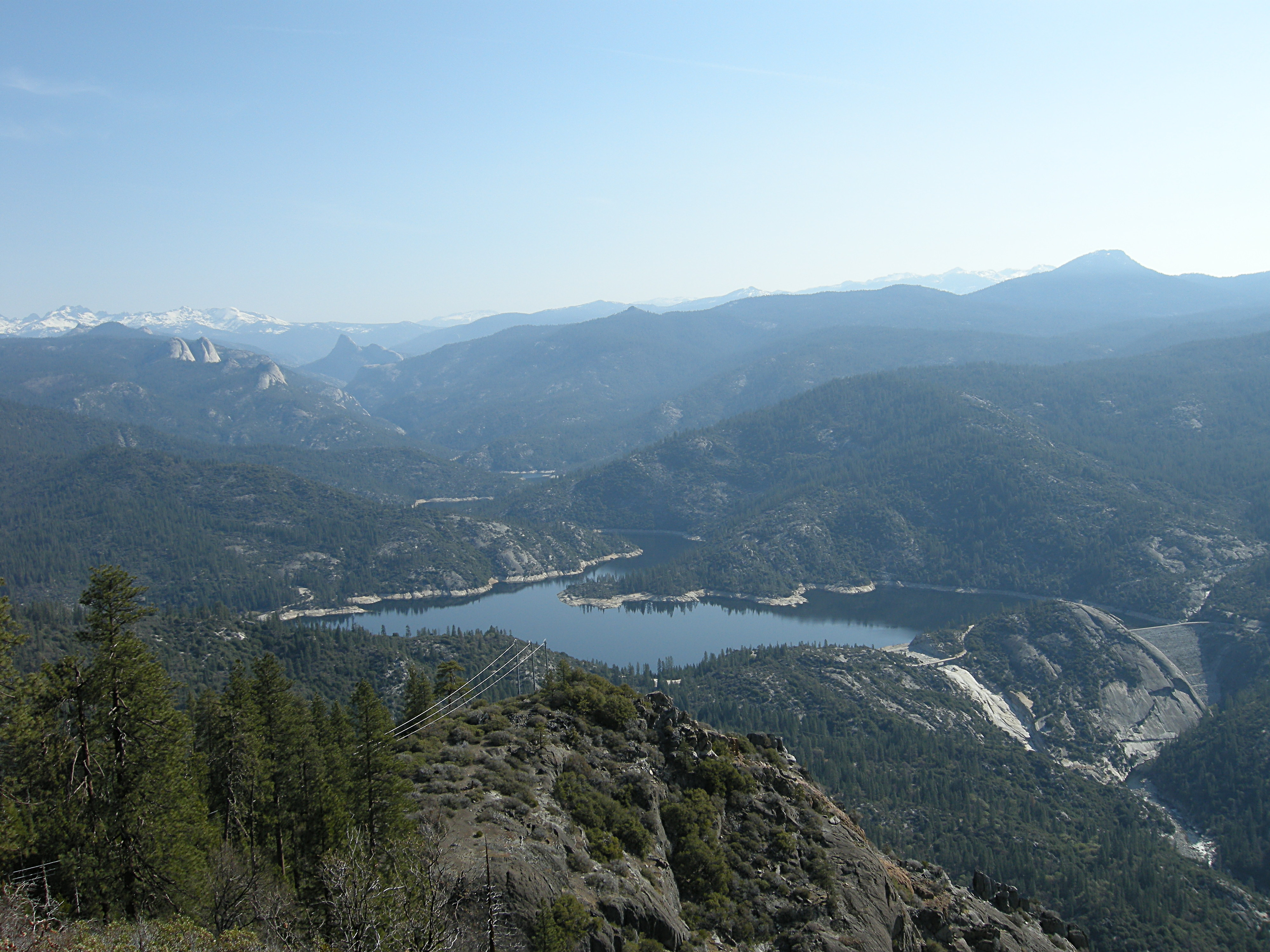
La Presa de l'Estany de Mammoth, principal presa del Projecte Hidroelèctric Big Creek, completada el 1959

Cap a principis del segle xx, les ciutats de Califòrnia fins tant al sud com Los Angeles cercaven noves fonts d'electricitat a causa del ràpid creixement de les seves poblacions i les indústries. Dos visionaris, el magnat del ferrocarril Henry E. Huntington i l'enginyer John S. Eastwood van establir una companyia d'energia el 1902 coneguda avui en dia amb el nom de Southern California Edison, i van adquirir de la Corporació Miller & Lux drets d'aigua a la part alta del riu San Joaquin. Durant aquell any, Huntington i Eastwood van idear plans per utilitzar l'aigua del riu San Joaquin i alguns dels seus afluents a la capçalera en el que seria un dels sistemes hidroelèctrics més extensos del món, conegut com el Projecte Hidroelèctric Big Creek.
La construcció de les instal·lacions del sistema, que incloïa les preses de l'Estany de Mammoth i de Redinger al riu San Joaquin i quatre embassament addicionals als seus afluents, amb una capacitat total d'emmagatzematge de 69 milions de metres cúbics, va començar el 1911. En diferents etapes durant el segle xx, es van construir un total de vuit preses i túnels subterranis, el més llarg de 6.600 metres, i nou centrals elèctriques amb una capacitat total de 1.014 MW, amb l'última central elèctrica entrant en funcionament el 1987.
El desenvolupament hidroelèctric de principis del segle XX a la part alta del riu San Joaquin, no es va limitar a la Southern California Edison. El 1910, la Companyia Elèctrica San Joaquin va construir una presa al Willow Creek, un afluent del riu San Joaquin, formant el llac Bass com a part del Projecte Hidroelèctric de la Vall de Crane. El 1917 l'aigua del llac Bass es va desviar a una central elèctrica al riu San Joaquin, i el 1919 s'hi van afegir dues centrals més, augmentant la capacitat total de generació fins a prop de 28 MW. El 1909 el Projecte Hidroelèctric de la Vall de Crane i la Companyia Elèctrica San Joaquin van ser adquirits per la Companyia d'Energia i Llum San Joaquim, que va ser adquirida per la Companyia Pacific Gas and Electric (PG & E) el 1936. El 1920, es va finalitzar la presa Kerkhoff al riu San Joaquín, a uns 16 km al sud-oest de Big Creek, com a part del Projecte Hidroelèctric Kerckhoff de la Companyia Pacific Gas and Electric. Inicialment la presa va operar amb els 38 MW que proporcionava la central elèctrica Kerckhoff 1 al llac Millerton. El 1983, s'hi van afegir els 155 MW de la central elèctrica Kerckhoff 2, de manera que la capacitat total era de 193 MW.

### Canal de Navegació d'Stockton
Abans del desenvolupament agrícola de la seva vall, el riu San Joaquin era navegable per a vaixells de vapor, els quals arribaven fins a Fresno, però els desviaments han desaccelerat i disminuït el cabal del riu. A més, això ha provocat que es dipositin al riu grans quantitats de llim al seu llit, els quals anteriorment viatjaven riu avall fins al mar, reduint encara més la seva profunditat. Cap a finals del segle xix, la ciutat d'Stockton, que havia sigut un port important a la Vall de San Joaquin, es va veure cada vegada més sense sortida al mar perquè el riu San Joaquin, la seva principal connexió amb el mar, s'anava omplint de llims. A començaments del segle xx, es van fer propostes de mantenir una profunditat mínima al tram baix del riu per mitjà del dragatge del fons, però aquestes es van interrompre amb l'inici de la Primera Guerra Mundial. El 1925, la ciutat va fer una inversió de 1,3 milions de dòlars per finançar el dragatge del tram baix del riu San Joaquin, des de la seva desembocadura fins al port d'Stockton (una distància de 66 quilòmetres).
El 1926, Stockton van ajuntar les seves finances amb les dels governs federal i estatal, reunint un total de 8,2 milions de dòlars. La construcció d'un canal, que incloïa l'eixamplament i l'aprofundiment de la llera del riu i el tallat de meandres i racons, es va iniciar el 1928. Això va incloure importants talls a Hog, Venice i les illes Mandeville, a més de cinc projectes més petits de redreçament. El projecte de navegació pel riu va escurçar la seva longitud en 6,4 quilòmetres i va incrementar la seva profunditat en 11 metres. El 1968 i 1982, es van dur a terme més treballs d'aprofundiment. Avui en dia, al canal de navegació, conegut amb el nom d'Stockton Deep Water Ship Channel (en català, Canal de Navegació d'Aigües Profundes d'Stockton), hi poden navegar embarcacions de càrrega de fins a 60.000 tones i fins a 270 metres. No obstant això, les obres de navegació han portat inesperadament a nivells d'oxigen poc dissolt al tram baix del riu San Joaquin, el qual ha malmès les poblacions de peixos. Això es creu que és resultat de la combinació del canvi brusc de geometria entre la part poc profunda aigües amunt de Stockton i el canal d'aigües profundes, a més de la contaminació pròpia del port de la ciutat i la pobre barreja amb la marea.

### Projectes Federals i de l'Estat

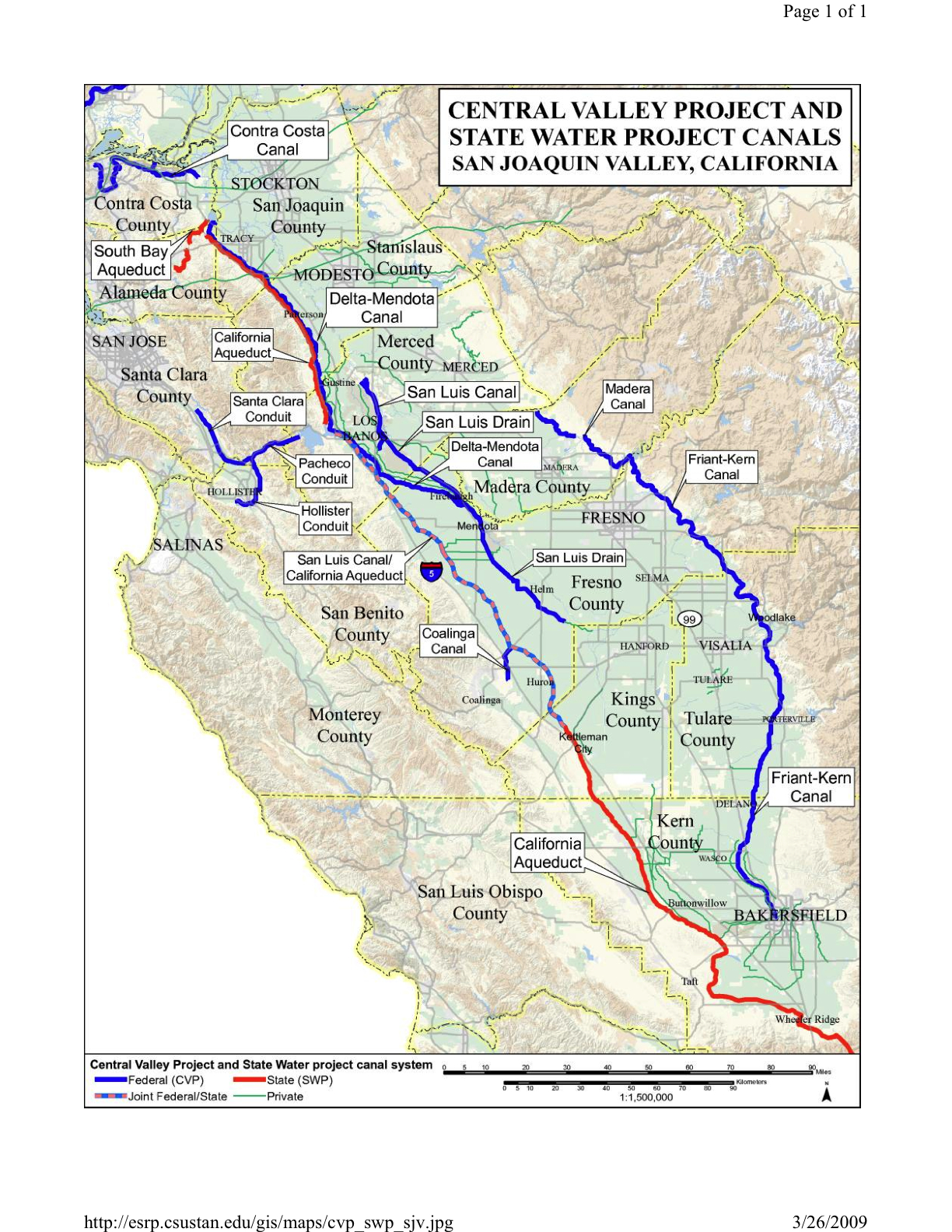
Canals Federals i Estatals a la Vall de San Joaquin

A la dècada de 1870, les agències estatals i federals ja contemplaven la Vall Central com una zona amb la necessitat d'un gran projecte de transport d'aigua. El 1931 Califòrnia va proposar el Pla Estatal de l'Aigua, que implicava la construcció de preses i canals per transportar aigua des del riu Sacramento al ràpidament en disminució riu San Joaquin. El projecte encara es trobava en fase de planificació quan la Gran Depressió va colpejar els Estats Units, i Califòrnia no va poder obtenir els fons necessaris per a la construcció de les diferents instal·lacions. En conseqüència, el projecte va ser transferit al govern federal i va canviar de mans diverses vegades entre el Cos d'Enginyers de l'Exèrcit i la Oficina de Recuperació, abans de ser finalment adjudicat en l'Acta de Ports i Rius de 1937 a l'Oficina de Recuperació com a part del New Deal, una sèrie de reformes a gran escala i projectes de construcció destinades a proporcionar llocs de treball per als milions d'aturats durant la Depressió.
La construcció de la presa de Friant, la presa principal del riu San Joaquin, es va iniciar el 1937 i es va completar el 1942. La presa serveix per al reg i l'emmagatzematge per al control d'inundacions, però el seu principal objectiu és desviar aigua al Canal de Madera, que s'estén al llarg del nord-oest de la Vall de San Joaquin fins al riu Chowchilla, i al Canal Friant-Kern, que porta aigua del riu San Joaquin cap al sud fins a la conca del llac Tulare, que acaba al riu Kern. Tots dos són canals de reg i proveïment d'aigües municipals sobretot al servei dels interessos agrícoles. La presa de Friant subministra aigua a gairebé 400.000 hectàrees de terres de cultiu dels comtats de Fresno, Kern, Madera i Tulare. El desviament de l'aigua del riu San Joaquin a la presa de Friant deixa la majoria dels anys poc més que un degoteig per sota de la presa, excepte quan s'allibera aigua per a les granges de l'àrea immediatament posterior a la presa.
Un punt clau per a la distribució de l'aigua de reg al riu San Joaquin, malgrat la seva mida petita, és la presa de Mendota. Construïda el 1871 a la confluència entre el riu San Joaquin i el Fresno Slough, en un principi va servir per desviar aigua al Canal Principal, un canal de reg per a les terres de la riba del riu San Joaquin. El 1951, Mendota es va convertir en el destí del Canal Delta-Mendota, un projecte de l'Oficina de Recuperació que transporta fins a 130 m³/s durant 188 quilòmetres, des de la desembocadura del riu Sacramento al freqüentment sec riu San Joaquin en aquest punt. L'aigua del canal es distribueix en dues direccions: alliberada al riu San Joaquin per als canals de desviació de la presa de Sack, una altra petita presa de derivació, i alliberada al Fresno Slough durant la temporada seca, quan no hi arriba aigua del riu Kings. Aquest darrer envia aigua a la conca de Tulare mitjançant el canal natural del pantà, que en essència transporta l'aigua en els dos sentits depenent de l'època de l'any: al nord al riu San Joaquin durant l'època de pluges i al sud al Tulare durant els mesos secs.
Cita original:

"It was a beautiful river that ran clear and cold. In those days it even had a smell of its own; it was a fresh and inviting smell. While something had to be done to control the flooding, it's a damn shame that they had to kill the river in the process." 

Traducció al català:

"Era un riu bonic d'aigües clares i fredes. En aquells dies fins i tot tenia la seva pròpia olor; era una olor fresca i acollidora. Encara que s'havia de fer quelcom per controlar les inundacions, és una maleïda llastima que haguessin de matar el riu en el procés"

– Tony Imperatrice, resident de Fresno, 1988
Fins i tot amb la presència de la presa de Friant i altres nombroses preses de control d'inundacions, les grans inundacions van causar un dany significatiu al llarg de tot el riu San Joaquin cap a finals de la dècada de 1950. L'aprovació de l'Acta de Control d'Inundacions de 1944 va incloure provisions per a la construcció d'un sistema de dics al llarg de part del riu San Joaquin, però els agricultors de la vall no va estar del tot satisfets. Després d'anys de pressió, els agricultors vam convèncer el govern estatal per autoritzar un sistema massiu de control d'inundacions de canals de derivació i dics, dels quals el component principal és el Canal de Derivació d'Eastside, anomenat així per la seva ubicació a l'est i en paral·lel al riu San Joaquin. L'inici de l'enorme projecte va tenir lloc el 1959 i la seva construcció va acabar el 1966.

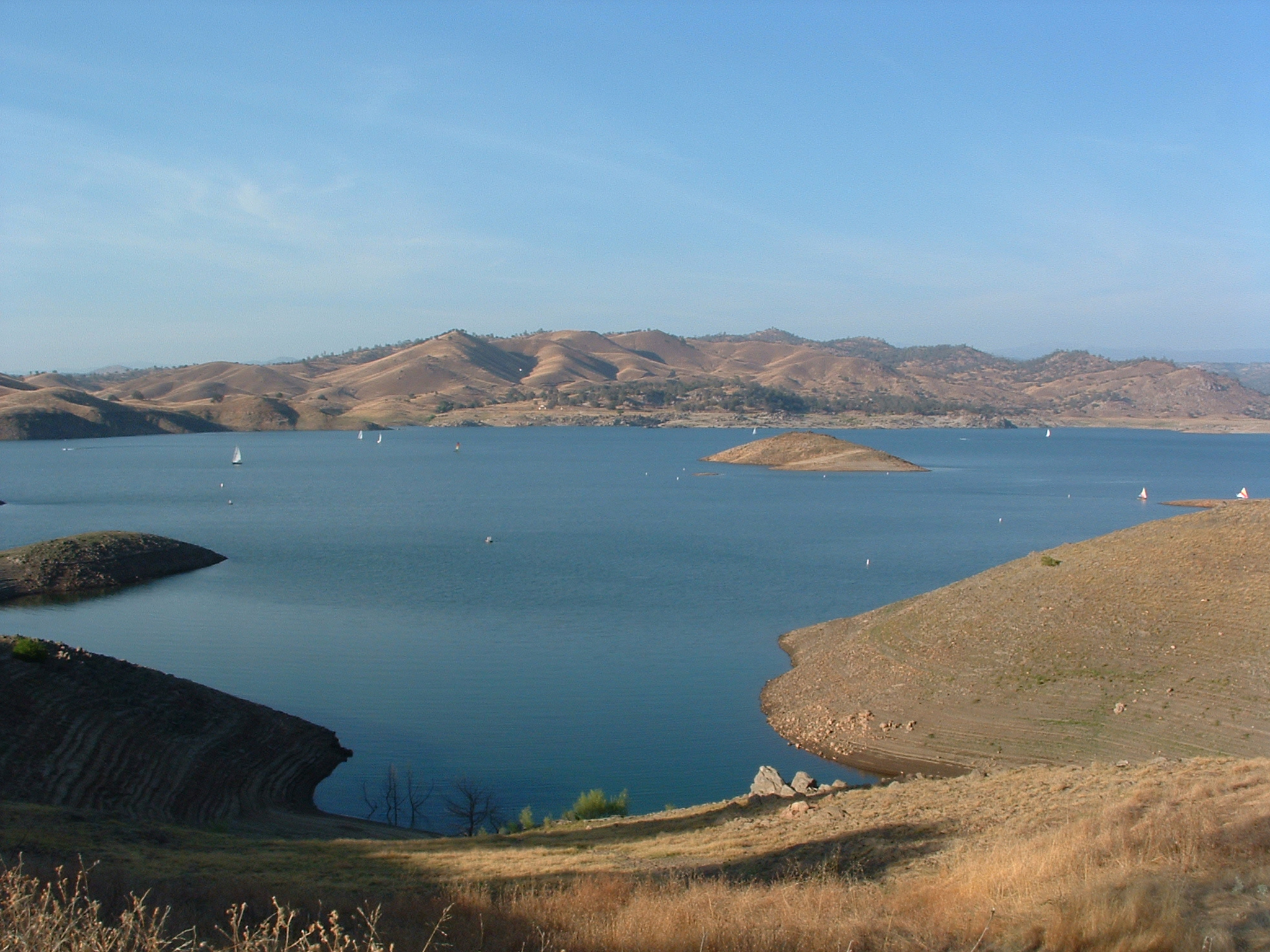
El llac Millerton, l'embassament de la presa de Friant i el més gran del corrent principal del riu San Joaquin

El sistema de derivació va començar amb el Canal de Derivació de Chowchilla, que pot desviar fins a 160 m³/s del riu San Joaquin, a uns pocs quilòmetres per sobre de Mendota. Després d'interceptar el flux del riu Fresno, el sistema és conegut com el Canal de Derivació d'Eastside, que s'estén al nord-oest, creuant nombrosos afluents: els pantans de Berenda i Ash, el riu Chowchilla, l'Owens Creek i el Bear Creek. A prop del seu final, el canal té una capacitat d'aproximadament 520 m³/s. El Canal de Derivació d'Eastside acaba just aigües amunt de la confluència del riu Merced, on el sistema de dics del riu San Joaquin està millor dissenyat. No obstant això, els dics del canal de derivació estan generalment més ben construïts que els del corrent principal de riu San Joaquin i per això el corrent principal s'asseca en alguns llocs on el flux complet ha estat desviat al sistema de derivació
Encara que bastant gran amb una capacitat de 642 milions de m³, el llac Millerton, l'embassament de la presa de Friant, és petit en comparació amb altres de la conca del riu San Joaquin, com ara l'embassament de Don Pedro i el llac Pine Flat. L'Oficina de Recuperació, en col·laboració amb el Departament de l'Aigua de Califòrnia, ha proposat la construcció d'una nova presa al riu San Joaquin, la presa de Temperance Flat, a uns pocs quilòmetres riu amunt de Friant. La proposta de construcció de la presa preveu invertir entre 1,2 i 3,5 bilions de dòlars, per construir una presa de 203 metres d'alçada amb una capacitat de 1.550 milions de m³, més de dues vegades la capacitat del llac Millerton. Els defensors del projecte citen nombrosos beneficis: el control d'inundacions, l'augment de l'emmagatzematge, el potencial hidroelèctric i la capacitat per proporcionar un major flux al riu aigües avall durant l'estació seca. També donaria als operadors de la presa l'avantatge de tenir la capaçitat de mantenir el riu a una temperatura més baixa a causa de la gran profunditat del dipòsit. El nou dipòsit proporcionaria un rendiment anual estimat de 256 milions de m³. El novembre de 2014 la proposta va ser votada i aprovada pel 67% dels votants.
No obstant això, els opositors asseguren que el curs superior del riu San Joaquin, ja encotillat per les preses de l'Estany de Mammoth, la número 6, la de Redinger, la de Kerckhoff, la de Friant i d'altres als afluents, no proporcionarà suficient aigua per omplir l'embassament, excepte en anys molt plujosos. També asseguren que la presa destruiria 24 quilòmetres de corrents, llocs de pesca i llocs històrics del riu San Joaquin, i que inundaria dues centrals hidrolelèctriques al Big Creek, provocant una potencial pèrdua de generació d'electricitat. La presa de Temperance Flat també podria causar una evaporació significativa i l'aigua necessària per a omplir-lo només estressaria encara més el ja tens subministrament d'aigua del riu San Joaquin, a més de drenar més diners del pressupost de l'estat.

## Ecologia i medi ambient

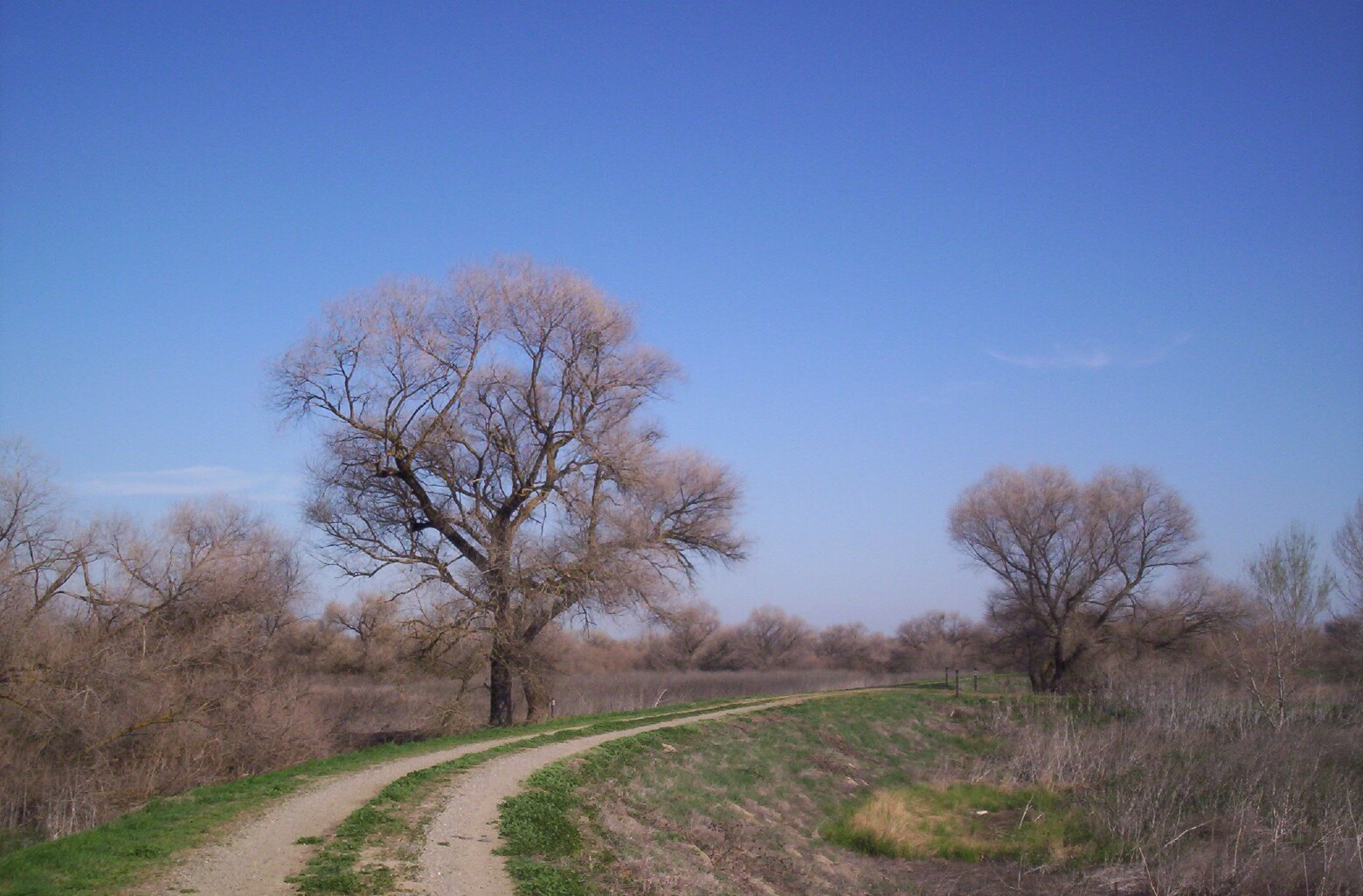
Un cami al Refugi Nacional de Fauna Salvatge San Luis, una de les poques zones humides que queden al llarg del riu San Joaquin

Fa centenars d'anys, el riu San Joaquin fluïa lliurement d'una regió dominada per l'herba i els pantans coneguda com "la praderia de Califòrnia", "les pastures anuals de Califòrnia", o "les "praderies de la Vall Central". Es creu que l'espècie d'herba dominant al llarg de la Vall de San Joaquin i la conca del llac Tulare, així com de la Vall de Sacramento, els contraforts de Sierra Nevada i la Serralada Litoral, era la Nassella pulchra, un tipus de tussock. Avui dia, aquesta comunitat vegetal només existeix a llocs aïllats a causa del desenvolupament de l'agricultura a la vall, i a gran part de les àrees obertes romanents en els que alguna vegada hi va florir, ara creix flora introduïda com el sègol i la civada silvestre. Les comunitats vegetals creades per les pastures introduïdes a vegades són anomenades "praderies de la vall", les quals són altament estacionals però s'estenen per tota la Vall Central des de prop de Redding fins al sud de Bakersfield. Totes aquestes herbes floreixen en el clima mediterrani que predomina a gran part de la Vall de San Joaquin.
El riu San Joaquin i els seus pantans i aiguamolls proporcionen una aturada de descans i cria crítica per a les aus migratòries al llarg de la ruta del Pacífic. Fa temps, les poblacions estacionals d'aus a la conca del riu San Joaquin van ser immenses, especialment a la regió ara seca del llac Tulare. Històricament, les pastures i les ribes dels grans pantans i llacs proporcionaven un hàbitat per a grans animals de pastura com l'antílop americà, el cérvol mul o l'endèmic uapití de Tule, així com a depredadors com la guineu menuda; totes aquestes espècies han vist una disminució dramàtica de la seva població a mesura que el seu hàbitat natural ha caigut sota l'arada.
Les activitats humanes han substituït o alterat més del 95% de les zones humides històriques així com l'hàbitat de boscos de roure, els quals eren freqüents al llarg de les ribes de rius i rierols, i Schoenoplectus acutus que hi creixia a les vores dels pantans i llacs. Alguns dels hàbitats dels pantans més rics que es conserven es troben al delta dels rius Sacramento i San Joaquin, el qual tot i el significatiu desenvolupament agrícola i d'infraestructures, ha conservat molts dels pantans i recessos originals. Abans del segle xix, el delta era una regió de nombroses illes de torba rica en nutrients, dipòsits al·luvials, canals sinuosos i vies fluvials. Des de llavors, la majoria de les illes del delta s'han cultivat, i l'ús constant de la terra s'ha traduït en la subsidència, en alguns casos de fins a 7 metres. La desviació d'aigua dels rius han augmentat la salinitat, la qual al seu torn ha causau la disminució de les poblacions de peixos que vivien a la regió.
Tal com ha definit el Fons Mundial per a la Natura, la conca del riu San Joaquin és part de l'ecorregió d'aigua dolça Sacramento-San Joaquin, que dona suport a gairebé 40 espècies de peixos d'aigua dolça. Entre aquestes es troben diversos tipus de llamprees, esturions, centràrquids, perques i diverses espècies de peixos anàdroms: com els salmons i la truita arc de Sant Martí. Es creu que alguns d'aquests peixos provenen de la conca del riu Columbia, quan en temps geològicament antics la part alta de la conca del riu Sacramento estava connectada amb la del riu Snake. Fins al 75 per cent de les espècies històriques eren endèmiques de les conques dels rius Sacramento i San Joaquin. La majoria de les poblacions de peixos nadius han patit a causa de la depredació a mans d'espècies introduïdes i la construcció de preses. En un estudi realitzat entre 1993 i 1995, es va trobar que el tronc principal del riu San Joaquin estava principalment poblat per Pimephales promelas, Cyprinella lutrensis, Dorosoma petenense i Menidia beryllina, totes espècies introduïdes. Les parts baixes dels principals afluents del riu estaven principalment poblades per perca americana, perca americana de boca petita, Lepomis microlophus i Ameiurus catus, mentre que les espècies natives han sobreviscut relativament be a les parts altes del riu i els seus afluents, que també acullen a la introduïda truita comuna.

### Contaminació
Per la seva mida, el riu San Joaquin és un dels més contaminats dels Estats Units, en especial al seu tram baix. Anys d'utilització de pesticides i fertilitzants a les terres que l'envolten, així com l'escorrentia municipal han donat lloc a nivells elevats de seleni, fluorurs, nitrats i altres substàncies al riu i als seus afluents. La contaminació per pesticides es considera actualment  "omnipresent" en el sistema del riu San Joaquin. Es creu que el seleni prové dels sòls del costat oest de la vall i de la Serralada Litoral, que són rics en l'element. A més, el riu San Joaquin pateix problemes crònics de salinitat a causa dels alts nivells de minerals que és filtren als regadius. Les mines abandonades contribueixen al drenatge àcid de roques en alguns dels afluents del riu. Un dels pitjors desastres pel medi ambient va ser l'Embassament de Kesterson, un dipòsit d'aigua provinent de les filtracions de l'agricultura que formava un refugi de fauna salvatge. Inicialment, els animals i les plantes creixien a les terres humides artificials que s'hi van crear, però el 1983 es va observar que els ocells havien sofert deformitats severes i morts a causa del constant augment dels nivells de toxines i substàncies químiques. Els anys posteriors, totes les espècies de peixos van morir excepte la gambúsia, i la marea roja va proliferar a l'aigua bruta. Aquests fets no només han tingut un impacte advers en l'ecologia del riu San Joaquin, també han causat la contaminació de les fonts de la majoria dels grans aqüeductes de l'estat, com per exemple del Canal de Califòrnia i del Canal Delta-Mendota.

### Salmó
Abans del desenvolupament dels regadius, al riu San Joaquin i als seus afluents hi tenia lloc la tercera migració més nombrosa de salmons del Pacífic a Califòrnia. El Departament de Pesca i Caça de Califòrnia va estimar a la dècada de 1930 que les migracions de salmons es trobaven probablement entre els 200.000 i 500.000 reproductors, però cap a mitjans del segle xx, la reducció del flux del riu va provocar un enorme descens fins a entre 3.000 i 7.000 reproductors. Algunes fonts situen les poblacions històriques en 300.000, encara que això és poc probable a causa de les limitacions d'hàbitat disponible a la conca.

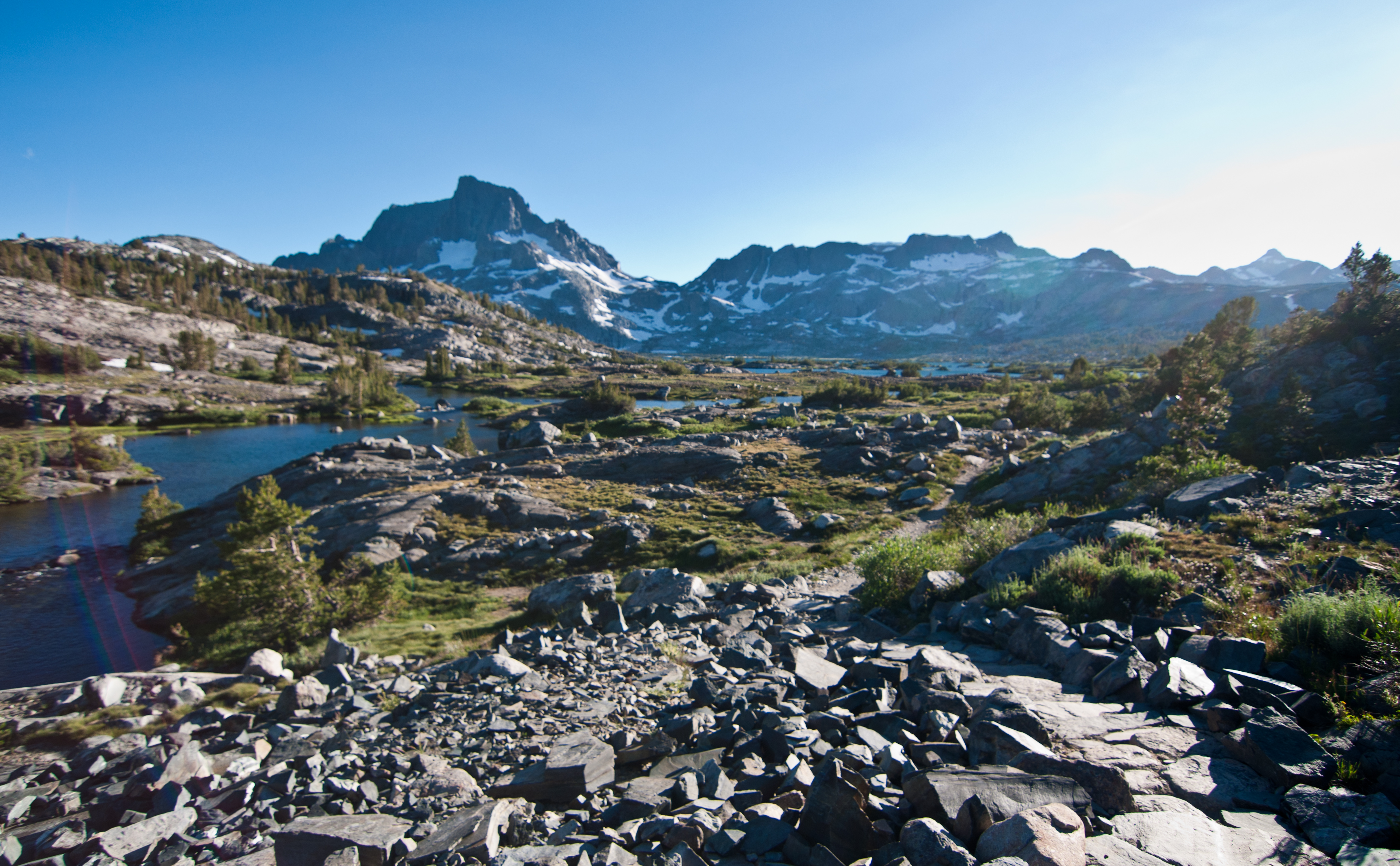
Actualment els salmons es veuen afectats per les preses que impedeixen que arribin a les capçaleres del riu San Joaquín

La construcció de preses a la conca del riu San Joaquin ha portat a gairebé tots els millors llocs de fresa, que es troben més amunt a les muntanyes prop de la capçalera del riu San Joaquin i els seus afluents, a estar separats dels salmons. Les àrees restants deixades per la fresa del salmó són indesitjables. Abans de la construcció de la presa de Friant el 1944, es creia que el riu San Joaquin tenia més de 9.656 quilòmetres de llit adequats i disponibles per a la fresa del salmó. No obstant això, el 1993 es va estimar que hi quedaven només 480 quilòmetres.
Aquesta pèrdua significativa d'hàbitat de fresa adequat es deu a la manca de renovació de grava de mida de fresa a partir de les fonts laterals i d'aigües amunt, a causa de la instal·lació de les barreres artificials que impedeixen a aquesta grava passar naturalment aigües avall. Sense renovació, les grans descàrregues de les presa recorren la grava de llits de fresa, erosionant-la i fent-la més i més petita. Les peces més petites de grava són transportades més fàcilment i es mouen riu avall, deixant enrere les peces de major grandària que el salmó és incapaç de moure per enterrar els seus ous. Això desplaça encara més al salmó a llits de fresa més i més petits, el que augmenta també la probabilitat de superposició. Això te lloc quan els reproductors construeixen els seus nius per a pondre a la part superior de nius preexistents, de manera que maten o enterren alguns dels ous dels nius preexistents. L'Agència de Protecció del Medi Ambient ha declarat que la grava restant està "molt probablement bastant integrada i, per tant, és de menor qualitat i no està disponible per la fresa dels peixos". La temperatura de l'aigua també pot afectar els nivells de fresa. Les millors temperatures per la migració del salmó reial a la primavera i la tardor es troben entre el 5 °C i 14 °C. No obstant això, el 77% dels anys estudiats pel Programa de Restauració del Riu San Joaquin, les temperatures de l'aigua estaven per sobre dels 14 °C i les anormalitats i les taxes de morbiditat dels ous van augmentar. La introducció de espècies de peixos depredadors com Lepomis macrochirus i diversos tipus de perques que s'alimenten d'alevins de salmó és també un factor principal del seu declivi. Els últims anys el Departament de Recursos Hídrics de Califòrnia i el Departament de Pesca i Caça de Califòrnia han treballat per construir i gestionar les barreres de roca temporals a la capçalera de l'antic riu, per tal de mantenir els peixos al corrent principal del riu San Joaquin. En la tardor de 2009, només 2.236 salmons van tornar a la totalitat del sistema del rius per fresar; el qual ha portat a la prohibició governamental de la pesca del salmó a les costes del nord de Califòrnia i Oregon. Els últims anys s'han fet esforços per retornar part de la població de salmons al riu San Joaquin i alguns dels seus afluents: això inclou l'establiment de vivers de peixos. A data de 2011, han finalitzar un viver de 14,5 milions de dòlars prop de la presa de Friant, com a part del projecte federal de restauració de peixos de 20 milions de dòlars.
A finals de 2012, tot i que encara hi ha preses en el camí per permetre que els salmons puguin navegar per tot el riu, es van fer intents d'aconseguir que el salmó posses els seus ous a la part superior del riu prop de la presa Friant. L'exemple més proper a una població de salmó revifada és al riu Butte, prop de Chico.

### Extracció d'aigües subterrànies
A causa de la forta demanda d'aigua per a l'agricultura i el flux insuficient del riu San Joaquin, l'aigua subterrània del ric aqüífer de la Vall de San Joaquin ha estat una font important de subministrament de reg des de finals del segle xix. Històricament, l'aigua superficial era capaç de proporcionar tot el subministrament necessari, però a mesura que les terres agrícoles s'han anat estenent més i més a la vall, el bombament d'aigua subterrània s'ha fet cada vegada més comú. A més, amb la introducció d'una millor tecnologia que va permetre als agricultors cavar pous més profunds i instal·lar bombes elèctriques, l'aigua subterrània s'ha vist com una font sovint més barata i de fàcil accés en comparació amb el riu. L'aigua importada del nord de Califòrnia a través del Projecte de la Vall Central va aconseguir evitar l'augment dels index d'abstinència durant uns anys, fins que la Sequera de  Califòrnia de 1977 va fer disminuir en gran manera el subministrament d'aigua d'aquestes fonts durant un temps i va causar que molts agricultors tornessin al bombament d'aigua subterrània.

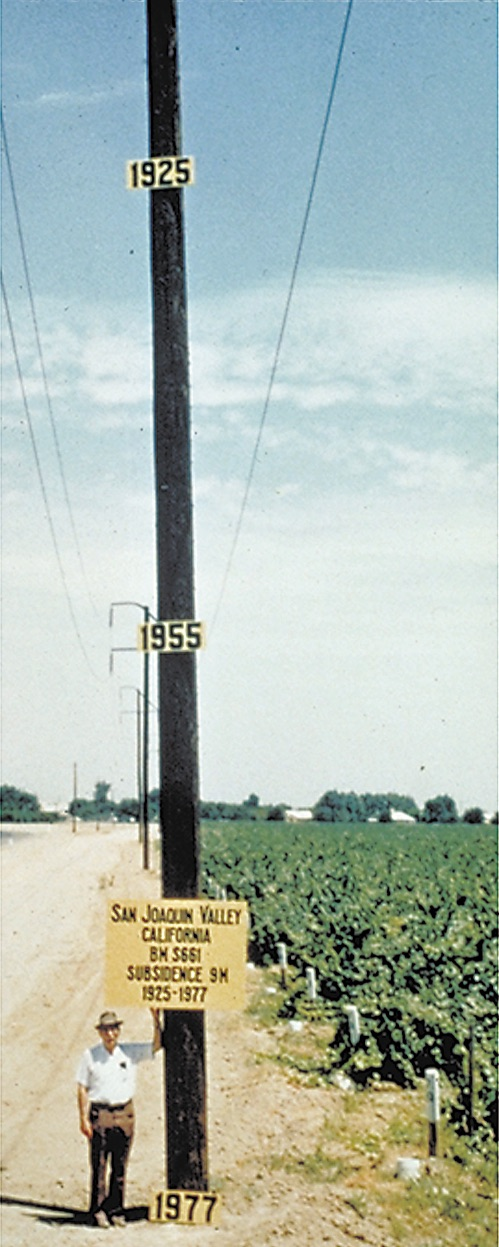
Pal que marca la màxima subsidència a la Vall de San Joaquin, de mes de 8,5 metres, prop de Mendota

L'extracció d'aigües subterrànies va assolir el seu punt màxim durant la dècada de 1960 amb més de 9.867 milions de metres cúbics bombats de l'aqüífer anualment, més del doble de l'actual corrent del riu San Joaquin, que van representar el 69,6% de tota l'aigua subterrània bombada a la Vall central, i gairebé el 14% de tots els Estats Units. En un estudi de 1970, es va trobar que més de 13.000 km² de la Vall de San Joaquin havia estat afectats per l'enfonsament del terreny en més de 30 centímetres. L'enfonsament més gran va tenir lloc a prop de Mendota i va ser de més de 8,5 metres. En algunes zones, la taula d'aigua ha baixat verticalment més de 120 metres, obligant als agricultors a aprofundir els seus pous fins als 1.100 metres per trobar bosses d'aigua subterrània més grans.
Fins i tot després de millorar les pràctiques i obtenir noves fonts d'aigua a través de projectes federals, el bombament d'aigua subterrània continua a un ritme enorme. L'aqüífer de la Vall de San Joaquin va perdre aproximadament 74.000 milions de m³ entre 1961 i 2003, que tot i la reducció dramàtica de la dècada de 1960, encara ascendeix a gairebé 1.850 milions de m³ anuals. L'enfonsament causat per l'extracció d'aigües subterrànies ha amenaçat infraestructures a la Vall de San Joaquin, entre les quals es troba l'Aqüeducte de Califòrnia, una instal·lació del Projecte Estatal de l'Aigua que transporta l'aigua des de la regió del delta fins a la costa centre i sud de Califòrnia. La subsidència també ha danyat carreteres i línies d'alta tensió, a més de provocar que algunes àrees siguin més susceptibles a les inundacions.

### Reconnectant el riu San Joaquin a l'oceà
El 2009, l'Oficina de Restauració va començar a alliberar aigua de la presa de Friant, en un esforç per restaurar dos trams secs del riu San Joaquin d'uns 103 km. Aquests dos trams es troben entre la presa i Mendota Pool, i de la presa de Sack, una presa de desviació a aproximadament 39 km d'aigües avall, fins a la confluència amb el riu Merced. Aquell any, els fluxos van ser inicialment de 9,9 m³/s. L'augment dels fluxos no només començarà a restaurar grans àrees d'hàbitat de ribera assecat per sota de la presa, també serviran al propòsit principal de restauració del salmó a la conca alta del riu San Joaquin. Els fluxos de restauració, però, causaran una reducció d'entre el 12 i 15% de l'aigua que proporciona la Divisió Friant, acompanyada de les corresponents queixes dels irrigadors de la vall com a resultat. També hi ha hagut una demanda en relació amb el dany a les terres de cultiu a l'oest del San Joaquin, prop de la ciutat de Los Baños, afirmant que els fluxos s'estan filtrant a través de dics que no s'han utilitzat en anys a causa de la dessecació de la llera del riu.
A més d'ajudar els trams secs, una descàrrega més gran al riu San Joaquin ajudarà a restaurar un total de 246 km del riu, pensant en trams amb fluxos baixos o contaminats. També s'espera que l'aigua ajudarà a diluir els contaminants del riu provinents dels pesticides i fertilitzants que s'apliquen a les terres de cultiu dels voltants. Al seu torn, l'augment en el flux podria ajudar en els esforços de restauració i a eliminar l'aigua salina del delta dels rius Sacramento i San Joaquin, on l'aigua es bombada a aqüeductes estatals que proporcionen el subministrament d'aigua a dos terços dels californians.
Les millores de la primera Fase inclouen el següent: l'incrementarà el flux del riu San Joaquin a l'est de Los Baños per arribar als 13,5 m³/s cap a desembre de 2011 i la reintroducció del salmó al riu el 2012, encara que la majoria de tasques de conservació de l'hàbitat al riu San Joaquin es completaran a finals de 2013. També s'incrementarà la capacitat per a gestionar fins a 130 m³/s entre la presa de Friant i la presa de Mendota, cap a desembre de 2013, i s'afegirà una escala de peixos a la presa de Sack.
Les millores de la segona Fase inclouen el següent: l'Oficina de Recuperació començarà alliberant fins a 17 m³/s de la presa de Friant el 2014. Els fluxos dependran de si l'any és humit, sec o dins d'un dels quatre nivells intermedis de precipitació. Es preveu que els treballs addicionals de rehabilitació continuïn fins a l'any 2016 per assegurar que el riu pot transportar 130 m³/s d'aigua a través de la pluja i dels alliberaments de la presa de Friant fins al Bear Creek i el Canal Eastside. Com més gran sigui la capacitat del riu també podrà donar més cabuda a l'aigua de pluja o evitar les inundacions.
El cost total de la restauració, un dels esforços de recuperació d'un riu més grans dels Estats Units, podria superar els 800 milions o fins i tot els 1.000 milions de dòlars. Els agricultors de la vall es faran càrrec d'aproximadament uns 330 milions dòlars, i els governs estatal i federal proporcionaran els fons restants.
Els esforços per restaurar les zones humides al llarg del riu San Joaquin, així com a les ribes històriques del llac Tulare, es troben en curs. Aquests constitueixen principalment la neteja de les zones humides existents i l'adquisició de subministraments addicionals d'aigua, en lloc de convertir les terres agrícoles en els pantans i aiguamolls originals. Com les zones humides poden proporcionar una forma natural de control d'inundacions, ja que actuen com esponges, absorbint els fluxos d'inundació durant l'estació plujosa i alliberant l'aigua acumulada a l'estació seca, i també poden filtrar moltes toxines, especialment els fertilitzants, són importants per mantenir una bona qualitat de l'aigua al riu San Joaquin. El grup de conservació de zones humides Ducks Unlimited va ser guardonat amb una subvenció d'un milió de dòlars el 2005, com a part de la Llei de Conservació de Zones Humides de l'Amèrica del Nord, per tal de dur a terme treballs de restauració a 9.300 hectàrees de pantans i maresmes al llarg de la Vall de San Joaquin.
L'última vegada que el riu San Joaquin va estar connectat amb l'oceà va ser el 2010.

## Conca
Amb una superfície de 40.000 km², la conca del riu San Joaquin drena una franja de terra endins del centre de Califòrnia, una àrea comparable a la de la península superior de Michigan. Si es combinen amb els 42.000 km² de la Tulare Conca, que històricament (i encara rarament) experimentava un flux de sortida cap al nord fins al riu San Joaquin, seria la major conca de tot l'estat. La conca del riu San Joaquin coincideix gairebé totalment amb la Vall de San Joaquin, i es troba limitada per Sierra Nevada a l'est, la Serralada Litoral a l'oest, i les Muntanyes Tehachapi al sud.
L'eix principal va del sud-est al nord-oest de la Vall de San Joaquin i corre més o menys en paral·lel a la costa del Pacífic de Califòrnia, cobreix la totalitat o parts de divuit comtats de Califòrnia  estretint-se des del nord de Lodi fins al sud de Bakersfield. El principal desnivell del riu San Joaquin te lloc dins dels primers 156 quilòmetres, per sobre de la presa de Friant. El seu punt més elevat es troba per sobre dels 3.700 metres, encara que quan arriba als peus de les muntanyes només es troba a 180 metres per sobre del nivell del mar.

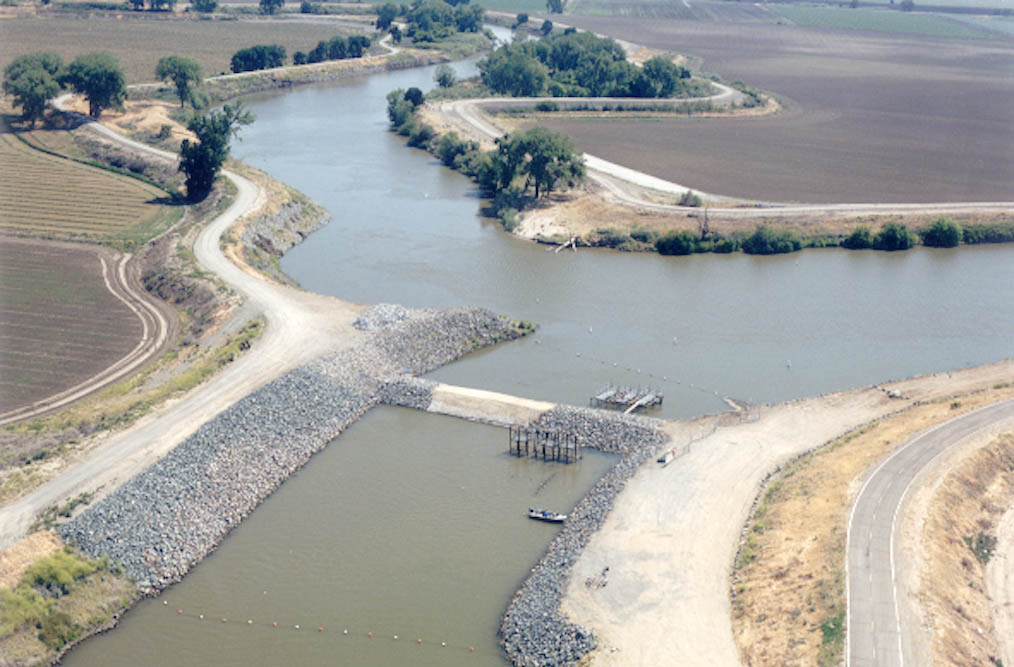
La part baixa del riu San Joaquin, a la capçalera del riu Old (un afluent)

La immensa majoria de la base econòmica de la conca del riu San Joaquin la proporciona l'agricultura. La vall és considerada com una de les regions agrícoles més productives del món. Els quatre primers comtats dels Estats Units en producció agrícola es troben a la conca del riu San Joaquin i a la conca del llac Tulare. La producció dels cultius de només aquests quatre comtats està valorada en més de 12.600 milions de dòlars anuals, mentre que la producció total de la vall s'estima en més de 14.400 milions. El principal cultiu de la vall per vendes anuals és el cotó, encara que es cultiven més de 200 tipus de productes al llarg del riu San Joaquin i la conca del llac Tulare, que inclouen arròs, ametlles i enciam. La cria de bestiar és també un negoci important a la vall. Per aquesta producció prodigiosa se li han donat a les conques molts noms, entre els que es troben el "graner" o la "enciamera" dels Estats Units.
Cap al 2009, la conca del riu San Joaquin tenia una població aproximada de poc més 4 milions d'habitants, dels quals 1,9 milions viu dins la secció de la conca que no inclou la conca del llac Tulare. Les ciutats més grans són Bakersfield, prop de l'extrem sud de la vall, Fresno, gairebé al centre geogràfic de la vall, Modesto, al riu Tuolumne, i Stockton, a la part sud-est de la regió del delta. Altres ciutats principals són Visalia, Tulare, Hanford, Porterville, Madera, Merced, Turlock, Manteca i Lodi. El creixement de la població es troba entre els més grans de l'estat de Califòrnia i és de més del doble que la mitjana dels Estats Units. Al Comtat de Madera, prop del centre geogràfic de la conca, el creixement de la població va ser del 51,5% entre 1990 i  2003, el més alt de la conca del riu San Joaquin. La majoria de les principals ciutats es troben al corredor de la Ruta Estatal 99, que s'estén al llarg de la totalitat de la Vall de San Joaquin i constitueix la via principal de la vall. La Interestatal 5 és la principal ruta de transport del costat oest de la vall.
L'ocupació del sòl a la conca és predominantment agrícola i forestal, amb grans extensions de matoll i el terreny semiàrid a parts de la conca, a més d'un percentatge urbà en creixement. Les terres de regadiu cobreixen el 30% de la conca seguit per les zones boscoses, que inclouen boscos i parcs nacionals, que abasten el 26,8% de la superfície total. Les zones edificades utilitzen un percentatge molt menor de la conca, de tan sols l'1,9%. A la conca del riu San Joaquin (no incloent la conca del llac  Tulare), cap al 1995, el terreny agrícola ocupava el 19,2% de la superfície, els boscos el 28,4%, i les àrees urbanes ocupades el 2,4%. Les poblacions principals de la conca es troben al nord i al sud, amb una densitat de població que generalment creix d'oest a est. De fet, malgrat el relativament petit percentatge de zones desenvolupades, més del 50% de la població de la conca es concentra a les quatre ciutat més grans: Fresno, Bakersfield, Stockton i Modesto.

### Afluents
Els set principals afluents desemboquen directament al riu San Joaquin, tots ells des de Sierra Nevada fins al corrent principal. A més, part del flux del riu Kings també arriba directament (encara que no tot l'any) a través d'un distributari. D'aquests, el més gran en tots els aspectes: longitud, superfície de conca i cabal, és el riu Tuolumne. El riu Merced és el segon més gran per longitud i superfície de conca, malgrat que el riu Mokelumne té un major cabal.
Els afluents que és llisten continuació s'han ordenat començant per la desembocadura i remuntant el riu. Els rius de la conca del llac Tulare es troben a continuació amb una marca (*) al final del nom. Cal tenir en compte que la majoria dels afluents tenien un major flux abans de la construcció de les preses i els canals. Per exemple, el flux històric del riu Tuolumne era un 48% més alt del que té actualment.
| Nom            | Longitud (km) | Conca (km²) | Cabal (m³/s) |
| -------------- | ------------- | ----------- | ------------ |
| Riu Mokelumne  | 153           | 4.400       | 30           |
| Riu Calaveras  | 84            | 1.200       | 6,4          |
| Riu Stanislaus | 154           | 2.780       | 27,2         |
| Riu Tuolumne   | 240           | 5.100       | 38           |
| Riu Merced     | 233           | 4.470       | 18,7         |
| Riu Chowchilla | 87            | 660         | 2,8          |
| Riu Fresno     | 109           | 830         | 3,1          |
| Riu Kings(*)   | 214           | 4.380       | 64,8         |
| Riu Kaweah(*)  | 95            | 2.140       | 15,7         |
| Riu Tule(*)    | 79            | 1.100       | 5,6          |
| Riu Kern(*)    | 264           | 9.630       | 26,6         |

(*) Afluent de la conca del llac Tulare